# Audrey Hepburn
Audrey Hepburn (wym. ['ɔːdri ˈhɛpˌbɜrn], właśc. Audrey Kathleen Ruston; ur. 4 maja 1929 w Ixelles, zm. 20 stycznia 1993 w Tolochenaz) – brytyjska aktorka filmowa, teatralna i telewizyjna, a także działaczka humanitarna oraz filantropka. Ikona kultury popularnej, mody i stylu. Należała do grona najbardziej cenionych aktorek późniejszego okresu „Złotej Ery Hollywood”.
Dzieciństwo i lata młodości spędziła w Belgii, Anglii i Holandii. W Amsterdamie uczyła się baletu. Naukę kontynuowała po przeprowadzce do Londynu w 1948, występując także w chórkach w teatrach muzycznych na West Endzie. W 1951 – zagrawszy drugoplanowe role w kilku brytyjskich filmach – została dostrzeżona przez Sidonie-Gabrielle Colette. Dzięki niej zadebiutowała w scenicznej adaptacji jej powieści sztuce Gigi, wystawianej na Broadwayu. Dwa lata później wystąpiła w głównej roli w komedii romantycznej Rzymskie wakacje, która zapoczątkowała jej hollywoodzką karierę. Stała się też pierwszą aktorką w historii uhonorowaną za swoją kreację nagrodą Akademii Filmowej, BAFTĄ i Złotym Globem. W latach 50. i 60. zagrała w takich filmach, jak: Sabrina (1954), Historia zakonnicy (1959), Śniadanie u Tiffany’ego (1961), Szarada (1963), My Fair Lady (1964), Jak ukraść milion dolarów (1966) oraz Dwoje na drodze i Doczekać zmroku (oba z 1967). Była laureatką wielu prestiżowych nagród filmowych, teatralnych i telewizyjnych, także tych przyznawanych za całokształt pracy artystycznej. Otrzymała francuski Order Sztuki i Literatury w klasie Komandora. Pozostaje jedną z 21 osób w historii, które zdobyły EGOT, czyli Emmy, Grammy, Oscara i Tony. W trakcie 33-letniej kariery wystąpiła w 28 filmach fabularnych.
Pod koniec lat 60. ograniczyła swą aktywność aktorską, angażując się w działalność humanitarną jako ambasador dobrej woli UNICEF. Była członkinią tej organizacji od 1954, a w latach 1988–1992 pracowała w najbiedniejszych krajach Afryki, Ameryki Południowej i Azji. W 1992, w uznaniu za zasługi na rzecz humanitaryzmu, została odznaczona przez prezydenta George’a H.W. Busha Medalem Wolności. W 1999 American Film Institute (AFI) umieścił jej nazwisko na 3. miejscu w rankingu „największych aktorek wszech czasów” (The 50 Greatest American Screen Legends).

## Życiorys

### Rodzina i młodość

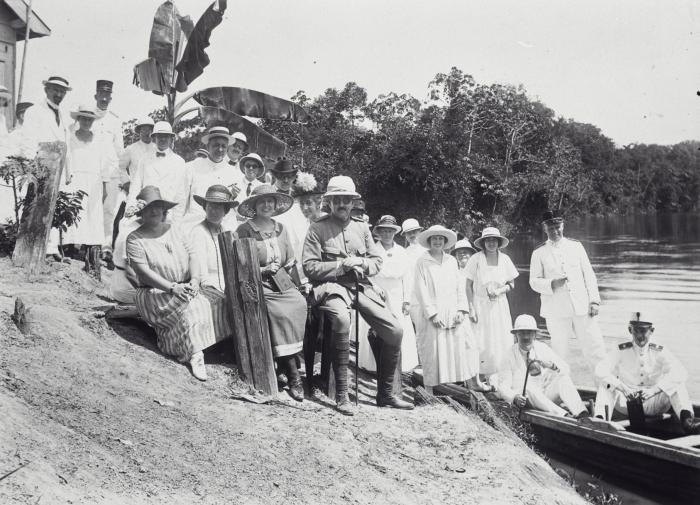
Aarnoud van Heemstra, dziadek Hepburn (na zdj. w 1923)

Audrey Hepburn urodziła się jako Audrey Kathleen Ruston (część biografów podawała także Edda Kathleen Hepburn-Ruston lub Audrey Kathleen van Heemstra Ruston) 4 maja 1929 pod numerem 48 przy Rue Keyenveld w Ixelles, gminie miejskiej położonej w Regionie Stołecznym Brukseli w Belgii. Jej matka, holenderska baronessa pochodzenia fryzyjskiego Ella van Heemstra (1900−1984), była jednym z sześciorga dzieci barona Aarnouda van Heemstra (1871–1957) – burmistrza Arnhem w latach 1910–1920 i gubernatora Gujany Holenderskiej w Ameryce Południowej (późniejszego Surinamu; urząd ten pełnił w latach 1921−1924 i 1925–1928), stanowiącego w owych czasach kolonię holenderską – i Elbrig Wilhelminy Henrietty, baronessy van Asbeck (1873–1939). Obie rodziny należały do arystokracji. Van Heemstra w wieku 19 lat ukończyła szkołę dla panien z wyższych sfer, w której wyróżniała się na zajęciach ze śpiewu i w teatrze amatorskim. Jej marzeniem było zostanie śpiewaczką operową. 11 marca 1920 poślubiła starszego o sześć lat Hendrika Gustaafa Adolfa Quarlesa van Ufforda, producenta ropy naftowej z siedzibą w Batawii, gdzie następnie zamieszkali. Mieli dwóch synów: Arnolda Roberta Alexandra „Alexa” Quarlesa van Ufforda (1920–1979) i Iana Edgara Bruce’a Quarlesa van Ufforda (1924–2010). Rozwiedli się na początku 1925.
Ojciec Hepburn, Brytyjczyk Joseph Victor Anton „Anthony” Ruston (1889−1980), urodzony w Auschitz na terenie ówczesnych Austro-Węgier (obecnie Czechy), był synem Anglika Victora Johna Rustona oraz Niemki Anny Catheriny Wels (ur. w 1868 w Kovarce w Austro-Węgrzech [obecnie Słowacja]). Był on potomkiem pochodzącego z irlandzkiej lub szkockiej rodziny Johna Josepha Rustona, inżyniera, budowniczego statków i maszyn. W latach 1923–1924 Ruston piastował stanowisko honorowego konsula brytyjskiego w Semarangu w Holenderskich Indiach Wschodnich (stracił je w wyniku wykroczenia). Jego pierwszą żoną była holenderska dziedziczka Cornelia Wilhelmina Bisschop. Rozwiedli się w San Francisco w Kalifornii.

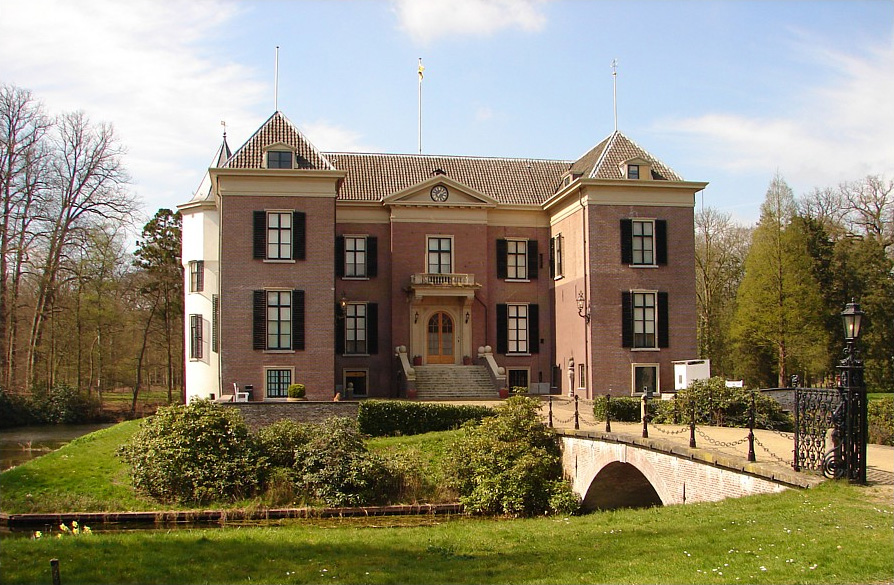
Manoir Huis Doorn w holenderskim Doorn, gdzie większość dzieciństwa spędziła matka Hepburn – Ella van Heemstra (na zdj. w 2010)

Rodzice Hepburn zawarli związek małżeński 7 września 1926 w Dżakarcie w Holenderskich Indiach Wschodnich (późniejsza Indonezja). Donald Spoto pisał, że Ruston „okazał się zwykłym kombinatorem, który ożenił się z nią dla pieniędzy i możliwości życia w blasku jej arystokratycznej rodziny”. Pod koniec 1928 małżonkowie z dwójką dzieci przeprowadzili się z Indii Wschodnich do Londynu, gdzie wynajęli mieszkanie w dzielnicy Mayfair, nieopodal Hyde Parku. Ruston przyjął posadę w firmie handlowej Maclaine, Watson & Company. Otrzymawszy w lutym 1929 ofertę pracy w firmie ubezpieczeniowej w Brukseli, razem z rodziną wypłynął promem do Francji, a następnie do stolicy Belgii.
Rodzina Rustonów trzy lata spędziła w podróży między Brukselą, Arnhem, Hagą i Londynem. Według Barry’ego Parisa osiedli w podmiejskiej gminie belgijskiej Linkebeek w Brabancji Flamandzkiej. Brak funduszy doprowadzał do częstych konfliktów w małżeństwie. Po jednej z kłótni z Rustonem van Heemstra wróciła z trójką dzieci do Arnhem. Hepburn – znana w rodzinie jako Adriaantje – razem z przyrodnimi braćmi, Arnoldem oraz Ianem, pomieszkiwała u dziadków w willi Roestenburg w Oosterbeek. Napięte relacje między rodzicami miały na nią negatywny wpływ (była cicha, nieśmiała i wrażliwa, a ich kłótnie powodowały u niej ataki astmy i napady lęku).
W połowie lat 30. rodzice Hepburn zaczęli wykazywać rosnące zainteresowanie skrajnie prawicową polityką; obydwoje brali udział w nazistowskich wiecach w Niemczech i gościli w Brunatnym Domu w Monachium (ówczesnej siedzibie NSDAP). Wiosną 1935 rekrutowali i gromadzili datki na rzecz Brytyjskiej Unii Faszystów (BUF) pod przewodnictwem Oswalda Mosleya. Ella van Heemstra – pod nazwiskiem „Ella de Heemstra” – publikowała na łamach „The Blackshirt”, gazety należącej do wspomnianego ugrupowania, artykuły i pochlebne opinie o Adolfie Hitlerze (którego obydwoje osobiście poznali) i o koncepcji nazizmu.
Rodzina po zabraniu dzieci z Oosterbeek wróciła do Brukseli. Pod koniec maja, bądź też pod koniec roku, Ruston opuścił rodzinę – wśród przyczyn wymieniano zdradę, jakiej miał się dopuścić z zatrudnioną do opieki nad dziećmi nianią, wygnanie przez barona za opróżnienie kont bankowych oraz interwencję królowej Wilhelminy, której nie podobało się popieranie nazistowskiej ideologii przez baronessę van Heemstra. Alexander Walker uważał, że bezpośrednim powodem rozstania była zdrada Rustona. Wobec niewierności męża van Heemstra złożyła pozew rozwodowy. Przeprowadził się on do Londynu i angażował w działalność faszystowską. Hepburn wspominała, że odejście ojca było „najbardziej traumatycznym wydarzeniem” w jej życiu.

#### Edukacja i zainteresowanie baletem
W 1935 rodzice Elli van Heemstra zabrali ją i wnuczkę do rodzinnej posiadłości w Arnhem. Hepburn uczęszczała do miejscowej szkoły podstawowej Tamboers Basse – mówiła płynnie po angielsku i francusku, a jej matka podejmowała się różnych prac dorywczych. Mieszkający w Londynie Ruston, uzyskawszy zgodę do odwiedzania córki, zaproponował, by kształciła się ona w Anglii. Obydwie wyjechały w tym samym roku do hrabstwa Kent, gdzie Hepburn do 1939 uczyła się w małej prywatnej szkole dla dziewcząt w Elham. Według Walkera głównym powodem wyjazdu do Anglii był romans jej matki z żonatym właścicielem ziemskim i chęć bycia blisko niego.
Wśród miejscowych była znana jako Audrey Ruston. Nie lubiła się uczyć, a szkołę uważała za „bardzo nudną” – jedynie zajęcia z astronomii, historii oraz z mitologii wzbudzały w niej zainteresowanie. Rozłąka z rodziną i doskwierająca samotność powodowała, że stawała się zamknięta w sobie. Miewała też ataki astmy, silne migreny i skłonność do przejadania się. Matka często wyjeżdżała do Niemiec, gdzie brała udział w przemówieniach wygłaszanych przez Hitlera (w miarę możliwości odwiedzała córkę wraz ze swoimi dwoma synami). Sześcioletnia Hepburn zostawała pod opieką właścicielki domu, w którym mieszkała. Była członkinią szkolnej grupy teatralnej, a w wieku 8 lat wzięła udział w przedstawieniu Humpty Dumpty, wcielając się w rolę jednego z dworzan. Należała też do miejscowej drużyny zuchów. Za sprawą Nory Rigden, młodej tancerki, zainteresowała się baletem. Dojeżdżała na lekcje londyńskiej baleriny do nadmorskiego Folkestone, oddalonego o kilka kilometrów od Elham. Lato 1939 spędziła w towarzystwie matki i przyjaciela rodziny w pobliżu Folkestone, spacerując po lokalnych parkach, jadając lunch na portowej promenadzie, podziwiając gregoriańskie kamienne domy i uczęszczając na koncerty muzyczne na świeżym powietrzu.
Mimo zgody na odwiedzanie córki, Ruston nie wykazywał większego zainteresowania dzieckiem; według części źródeł w ciągu czterech lat spotykali się sporadycznie, z kolei Walker pisał, że ojciec ani razu nie przyjechał z Londynu do córki w trakcie jej nauki w Anglii.

#### Powrót do Holandii i kontynuacja nauki
Wobec rosnącego zagrożenia wybuchu II wojny światowej, van Heemstra – będąc przekonaną, że jej ojczyzna pozostanie neutralna jak podczas I wojny światowej – wystąpiła o zezwolenie na pobyt córki w Holandii. Pozwolenie uzyskała 14 września. Hepburn została wysłana, na polecenie matki, przez opiekunkę Mary Butcher pociągiem z Folkestone do Londynu, skąd ojciec odwiózł ją na lotnisko. Stamtąd odleciała jednym z ostatnich samolotów do Holandii. Również we wrześniu van Heemstra uzyskała dokumenty potwierdzające rozwód z Rustonem.
Powróciwszy do Holandii, zamieszkała z matką i przyrodnimi braćmi w Arnhem. By mieć pieniądze na utrzymanie rodziny, van Heemstra pracowała dla firmy H. Pander & Zonen z Hagi. Chcąc przystosować córkę do „bycia Holenderką”, posłała ją do piątej klasy w szkole numer 21A, Tamboersboje, gdzie była początkowo prześladowana przez rówieśników z uwagi na swój akcent i słabą znajomość języka niderlandzkiego. Do szkoły uczęszczała jako Edda van Heemstra. Problem z przystosowaniem w placówce edukacyjnej spowodował, że matka zapisała ją do szkółki niedzielnej przy kościele Stowarzyszenia Chrześcijańskiej Nauki w Arnhem, do której chodziła grupka anglojęzycznych dzieci. Pomimo względnego opanowania niderlandzkiego, pozostała nieśmiałą i wycofaną osobą, a nauka – podobnie jak w Elham – interesowała ją w nikłym stopniu.
29 grudnia towarzyszyła matce w charytatywnym występie, w trakcie którego van Heemstra recytowała trzy napisane przez siebie wiersze – jeden z nich dotyczył wyjazdu jej córki do Elham. Nastoletnia Hepburn miała okazję poznać większość swojej rodziny z Arnhem. Zafascynowana występem zespołu baletowego i tańcem uprosiła matkę, by ta pozwoliła wznowić jej ćwiczenia i zapisała do Arnhemse Muziekschool. Jako przedstawicielka holenderskiej arystokracji, van Heemstra zajmowała ważną pozycję w życiu kulturalnym Arnhem; chcąc podtrzymać zainteresowanie przygnębionej córki baletem, poprosiła o opiekę nad londyńską grupą Sadler’s Wells, która wystąpiła w Arnhem 9 maja 1940. Na zakończenie Hepburn, mająca okazję podziwiać Margot Fonteyn, wręczyła bukiet Ninette de Valois.

### Doświadczenia wojenne

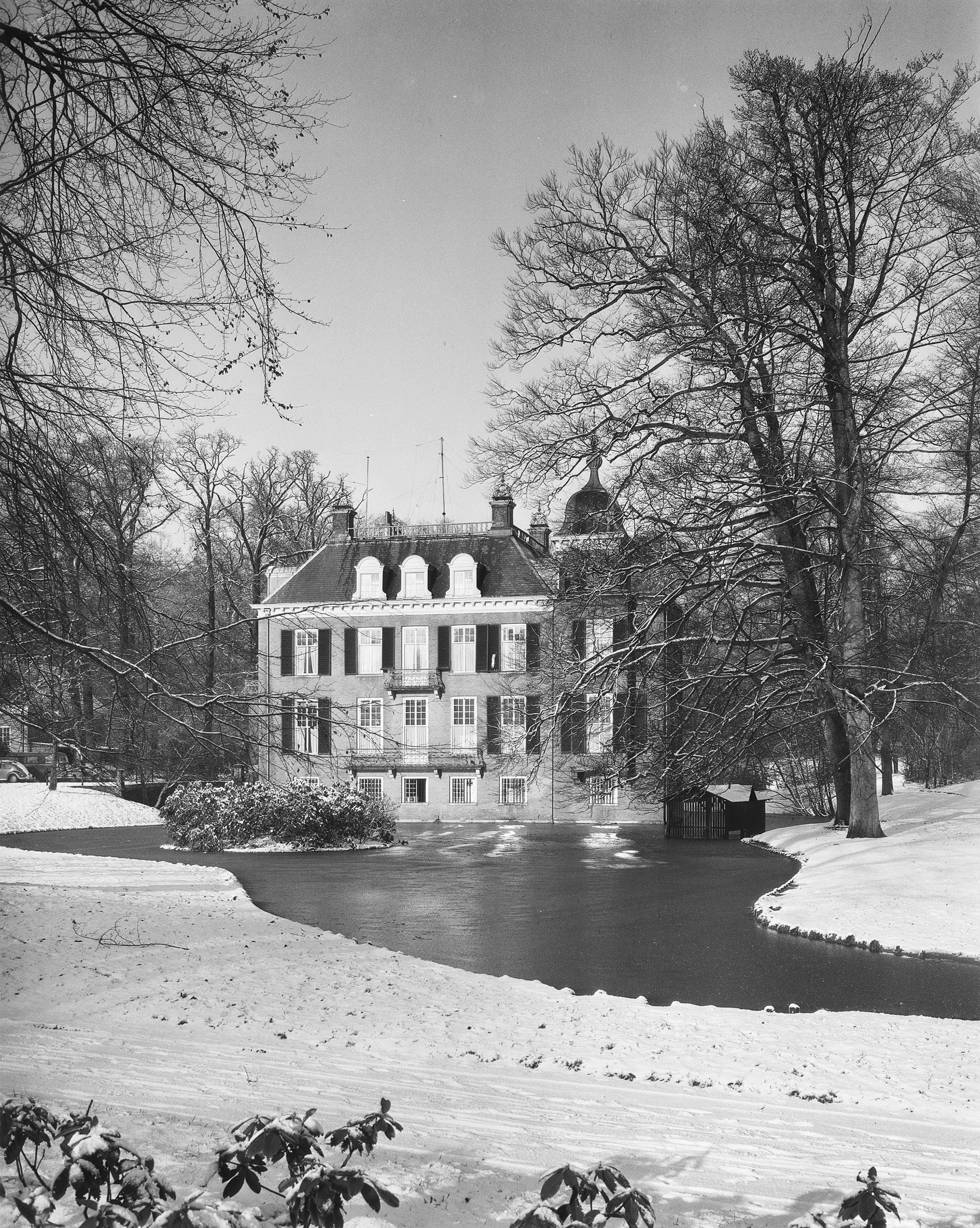
Zamek Zijpendaal (na zdj. w 1958), w którym Hepburn spędzała czas z rodziną w pierwszych latach wojny

Gdy terytorium Holandii zostało zajęte przez wojska niemieckie w 1940, w obawie przed deportacją z uwagi na swe „angielsko brzmiące” nazwisko, Hepburn w dalszym ciągu używała imienia Edda van Heemstra. Jej przyrodni brat, Arnold Robert Alexander „Alex” Quarles van Ufford walczył w armii holenderskiej, po czym wrócił do Arnhem. Chcąc uniknąć wcielenia do armii niemieckiej, zdecydował o opuszczeniu rodziny i pozostawał w ukryciu. Jesienią 1940 Hepburn rozpoczęła naukę baletu w Arnhemse Muziekschool pod kierunkiem nowo zatrudnionej nauczycielki Winji Marovej, wykazując się uporem oraz zaangażowaniem. Wolny czas spędzała z matką i drugim bratem przyrodnim, Ianem, na zamku Zijpendaal u rodziny baronessy, gdzie m.in. kultywowała swoją pasję czytania książek, obserwowała zwierzęta i uczyła się gry w brydża w towarzystwie starszej siostry swojej matki, Wilhelminy Cornelii van Heemstra (nazywanej Meisje) i jej męża, Ottona, księcia van Limburg Stiruma.

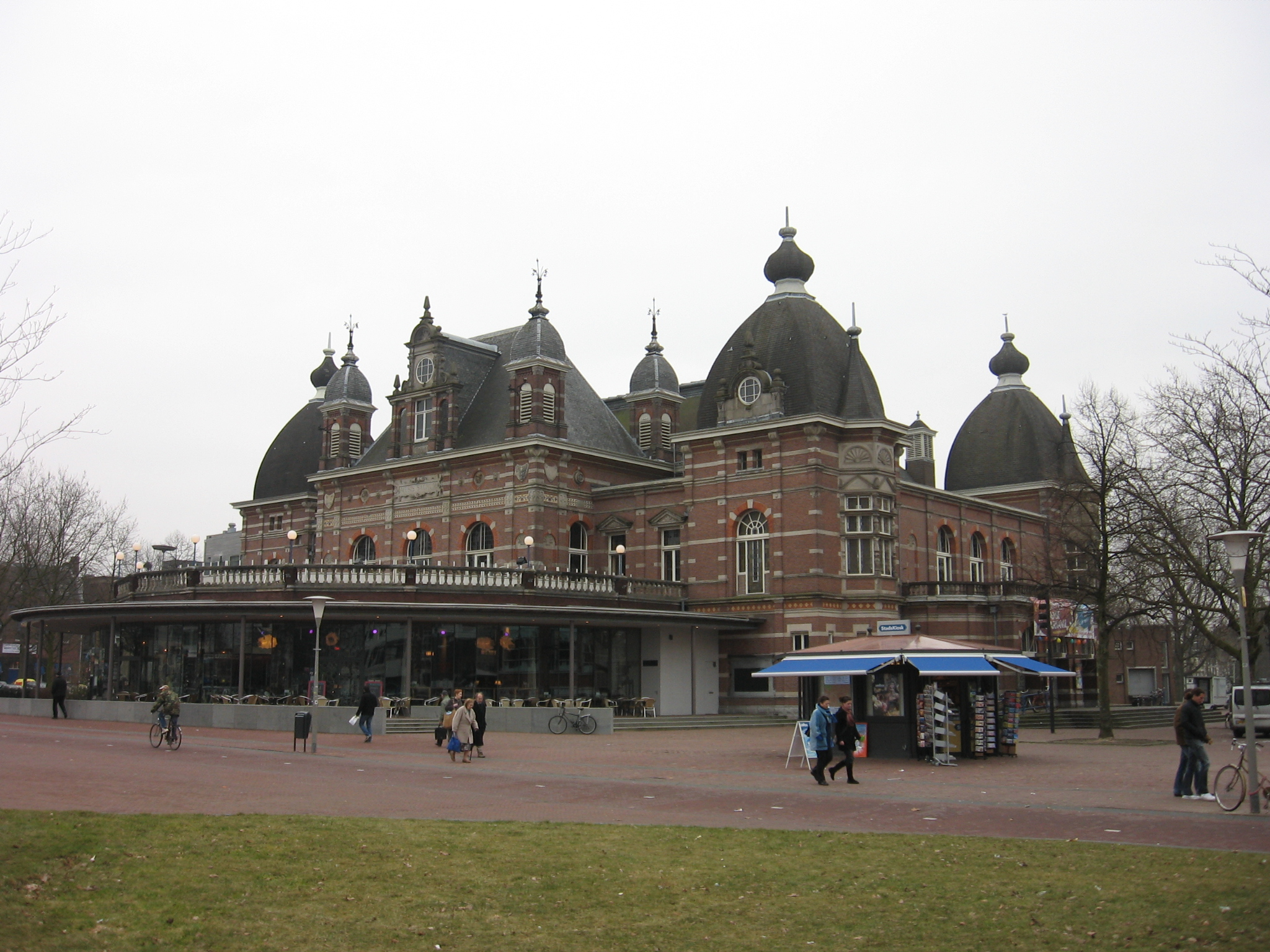
Musis Sacrum w Arnhem (na zdj. w 2009) – sala koncertowa, w której w 1941 debiutowała nastoletnia Hepburn

Pierwszy raz wystąpiła publicznie, razem z grupą uczniów, 18 lipca 1941 w kontrolowanej przez wojsko niemieckie Musis Sacrum. Zatańczyła solo do serenady Maurycego Moszkowskiego oraz była odpowiedzialna za część choreografii. Jej występ nagrodzono brawami i entuzjastycznymi okrzykami, a „Arnhemsche Courant” podkreślał, że „choć miała zaledwie 12 lat, to dała wyjątkowy pokaz”. Od tej chwili, do zakończenia wojny, występowała jako Audrey Hepburn-Ruston (wpływ na rezygnację z „Eddy” miał fakt, iż jej matka utrzymywała dobre relacje z kontrolującą miasto administracją niemiecką). Semestr jesienny rozpoczęła w liceum dla dziewcząt w Arnhem. Uczęszczała do niego do momentu, kiedy Niemcy skonfiskowali budynek, a uczniów ulokowano w innych miejscach. Matka, niespełniona aktorka i balerina, promowała córkę poprzez rozsyłanie listów do artystów holenderskich.
11 lipca 1942 wystąpiła ze szkolnym zespołem w teatrze w Arnhem, tańcząc do serenady Josepha Haydna. Zebrała przychylne oceny, w których zaznaczano m.in., że jest „naturalnym talentem w rękach pani Winji Marovej”. Zdaniem Roberta Matzena okres ten był dla niej przełomem, ponieważ stawała się nastolatką na skraju dorosłości, a także uaktywnił się w jej psychice kompleks dotyczący braku pewności co do swojej gry i wyglądu. Po zabójstwie Ottona, księcia van Limburg Stiruma w sierpniu 1942 przez funkcjonariuszy OrPo, van Heemstra, która po jego śmierci przestała popierać Niemców i zrezygnowała z pracy w H. Pander & Zonen, przeprowadziła się razem z córką, swym synem Ianem i wdową po księciu, starszą siostrą Meisje, do wynajętej przez barona van Heemstra willi Beukenhof w Velp. Mimo kontynuowania nauki tańca, borykała się z samotnością. „Na dobrą sprawę zostałam odcięta od świata rówieśników, ponieważ wojna uczyniła mnie więźniarką nie tylko fizycznie, lecz również mentalnie” – wspominała. Po dwóch latach nauki poczyniła znaczne postępy pod kierownictwem Marovej oraz kontynuowała szkolne występy w teatrze w Arnhem, zdobywając entuzjastyczne recenzje; rozwijała też różne układy taneczne, oscylujące od baletu klasycznego do tańca współczesnego.
Po decyzji Friedricha Christiansena, aby wszystkich byłych żołnierzy holenderskich kierować do pracy w niemieckich fabrykach, przyrodni brat Hepburn, Ian, trafił do berlińskiej fabryki zbrojeniowej (według wersji Spoto miał on być organizatorem strajków studenckich w Delfcie i Lejdzie, gdy zwolniono żydowskich profesorów, a także pomagał kilku Żydom zdobyć kartki żywnościowe i fałszywe dokumenty. Mimo zagrożenia karą śmierci, namawiał pracowników kolei do sabotowania niemieckich dostaw. Gdy Niemcy wpadli na jego trop, został aresztowany w Arnhem). Hepburn była naocznym świadkiem masowych deportacji Żydów z Holandii w wagonach bydlęcych do obozów zagłady w Sobiborze i Auschwitz-Birkenau, co wspominała jako swój „najgorszy koszmar”. Wraz z matką działała w Stowarzyszeniu Chrześcijańskiej Nauki w Velp oraz z powodzeniem kontynuowała występy – 8 stycznia 1944 wzięła udział w wieczorze tanecznym najlepszych uczniów klasy profesjonalnej, przy akompaniamencie orkiestry symfonicznej z Arnhem, podczas którego zatańczyła solo Tancerki z Delf Claude’a Debussy’ego i razem z koleżanką, zgodnie z zarządzeniem, aby skupiać się na kulturze niemieckiej, wykonały taniec bawarski. Na zakończenie samodzielnie zatańczyła La Danzę Gioacchino Rossiniego. Sukces przedsięwzięcia spowodował, że program powtarzano w różnych miejscach, w tym w teatrze w Arnhem 31 stycznia i 14 lutego.

#### Współpraca z holenderskim ruchem oporu
| „Poznałam, czym jest paniczny ludzki strach, gdy miałam zaledwie kilkanaście lat. Widziałam go, czułam, słyszałam – i on nigdy nie odejdzie. To nie był senny koszmar; ja tam byłam i to wszystko się wydarzyło.”– Audrey Hepburn |

W 1944 Hepburn, ukończywszy 15 lat, odmówiła wstąpienia do Izby Kultury (niem. Dans Kultuurkamer), co wiązało się z przerwaniem kontynuowania nauki tańca. Również jej matka zrezygnowała z zasiadania w zarządzie Arnhemse Muziekschool, opanowanym przez członków NSB. W wolnym czasie udzielała miejscowym dzieciom lekcji baletu w kościelnym budynku Netherlands Hervormd Vereniging, pobierając opłatę w wysokości 10 centów. Uczyła również prywatnie w domach lepiej sytuowanych rodzin oraz pracowała społecznie jako wolontariuszka u doktora Hendrika Vissera ’t Hoofta, członka holenderskiego ruchu oporu, w szpitalu w Velp. Z jego inicjatywy Hepburn, wraz z grupą innych uczniów, dawała sekretne recitale taneczne, aby pomóc w zbiórce pieniędzy na rzecz holenderskiego ruchu oporu oraz cywili, ukrywających m.in. prześladowanych żydów. Nazywano je „czarnymi wieczorami” bądź też „ciemnymi przedstawieniami”, ponieważ odbywały się w zaciemnionych pomieszczeniach, przy słabym oświetleniu, zamkniętych drzwiach i oknach. Pierwszy udokumentowany występ z jej udziałem miał miejsce 3 kwietnia. Mimo początkowych oznak niedożywienia, kontynuowała występy.

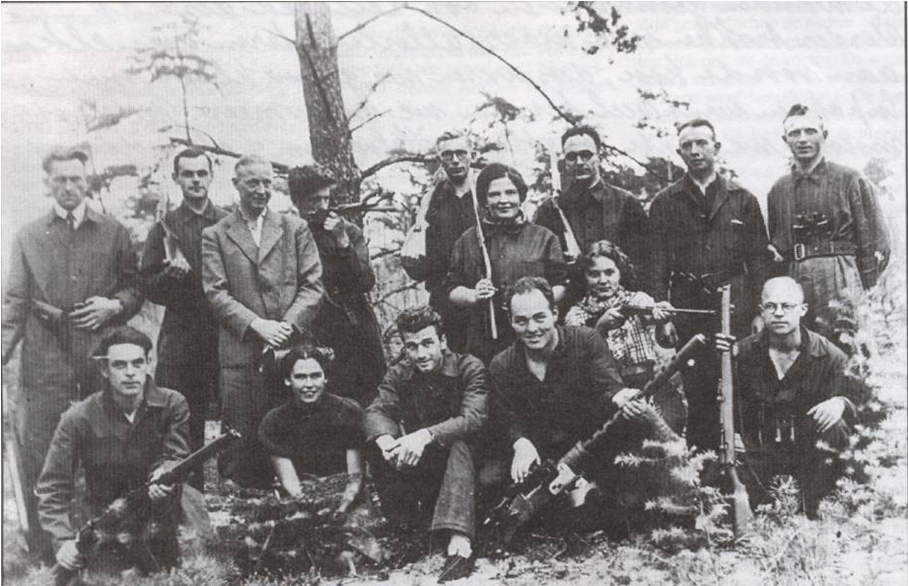
Członkowie holenderskiego ruchu oporu, z którym nastoletnia Hepburn współpracowała w latach wojny

Prócz przedstawień, z uwagi na biegłą znajomość angielskiego, roznosiła jedzenie i wiadomości zestrzelonym pilotom alianckim, a także przenosiła meldunki w butach. Z końcem sierpnia van Heemstra rozważała wywiezienie Hepburn do Hagi. Po operacji „Market Garden” ponownie podjęła pracę dla doktora Hoofta w szpitalu w Velp – będącym główną kwaterą holenderskiego ruchu oporu w miasteczku; ukrywali się w nim cudzoziemcy, był on również przystankiem na drodze przerzutu Żydów z Amsterdamu i Utrechtu do lasów nieopodal Vierhouten – pomagając z matką w opatrywaniu rannych alianckich żołnierzy. Kolportowała też bibułę dla pisma ruchu oporu „Oranjekrant” i rozwoziła rowerem ulotki, ukryte w skarpetkach i drewnianych sabotach. Rodzina van Heemstra w trakcie krwawych walk o Arnhem ukrywała w piwnicy willi Beukenhof 37 osób, wśród nich brytyjskiego spadochroniarza z 1. dywizji powietrznodesantowej i brata Hepburn, „Alexa”. Mimo ciężkich warunków życia, spowodowanych brakiem prądu, wody i żywności, udzielała prywatnych i grupowych lekcji baletu, korzystając z gramofonu na korbkę.
W wyniku ciężkich walk o Arnhem warunki egzystencji w zrujnowanym Velp były ekstremalnie ciężkie; rodzina van Heemstra, podobnie jak lokalni mieszkańcy, odczuwała skutki głodu w okresie tzw. głodowej zimy na przełomie 1944 i 1945. Hepburn, razem z bratem „Alexem”, zbierała na polach cykorię (którą jadała przez kilka miesięcy), trawę, tulipany i rzepę, a jej rodzina wytwarzała z cebulek tulipanów mąkę. „Żyliśmy o jednej kromce chleba z trawy na osobę i filiżance wodnistego wywaru z jednego ziemniaka” – wspominała. Z powodu niedożywienia była zmuszona zrezygnować z udzielanych lekcji baletu, ponieważ cierpiała na ostrą anemię, miała problemy z oddychaniem, zmagała się z zaburzeniami miesiączkowania (podejrzewano endometriozę) oraz z zapaleniem okrężnicy, a na jej nogach pojawiły się obrzęki. „Schorzenia te doprowadziły do trwałych zmian w jej metabolizmie” – twierdził Barry Paris. Zachorowała także na żółtaczkę i astmę. W owym czasie ważyła 36 kilogramów (sytuacja Holendrów uległa poprawie, kiedy Szwecja zaczęła wysyłać transporty z żywnością). Po nieudanym zamachu na Hansa Rautera, przeprowadzonym przez ruch oporu, funkcjonariusze OrPo zatrzymali ją podczas jednej z łapanek organizowanych na holenderskie dziewczęta i kobiety, które miały pracować w kuchni u Niemców. Wykorzystując ich nieuwagę zbiegła z paki ciężarówki i ukryła się w piwnicy willi Beukenhof.
Po wyzwoleniu Arnhem przez 1. Armię Kanadyjską wiosną 1945, do miasta dotarła międzynarodowa pomoc. Organizacja Narodów Zjednoczonych (działająca w owym czasie pod nazwą UNRRA) dostarczała m.in. kartony jedzenia, koce, podstawowe środki medyczne i ubrania. Lokalne szkoły zamieniono w ośrodki pomocy humanitarnej. Hepburn zaangażowała swoją rodzinę do rozdzielania datków, a przybrawszy na wadze, wznowiła lekcje baletu dla miejscowych dzieci i pracę u doktora Hoofta w szpitalu jako wolontariuszka. Do rodziny wrócił z Berlina drugi z braci, Ian. W październiku, wraz z matką – która nawiązała kontakt z nauczycielką baletu Sonią Gaskell – wyprowadziła się z Velp i przeniosła do Amsterdamu, gdzie została przyjęta do szkoły baletowej.

### Lata 40. i 50.

#### Debiut sceniczny i filmowy

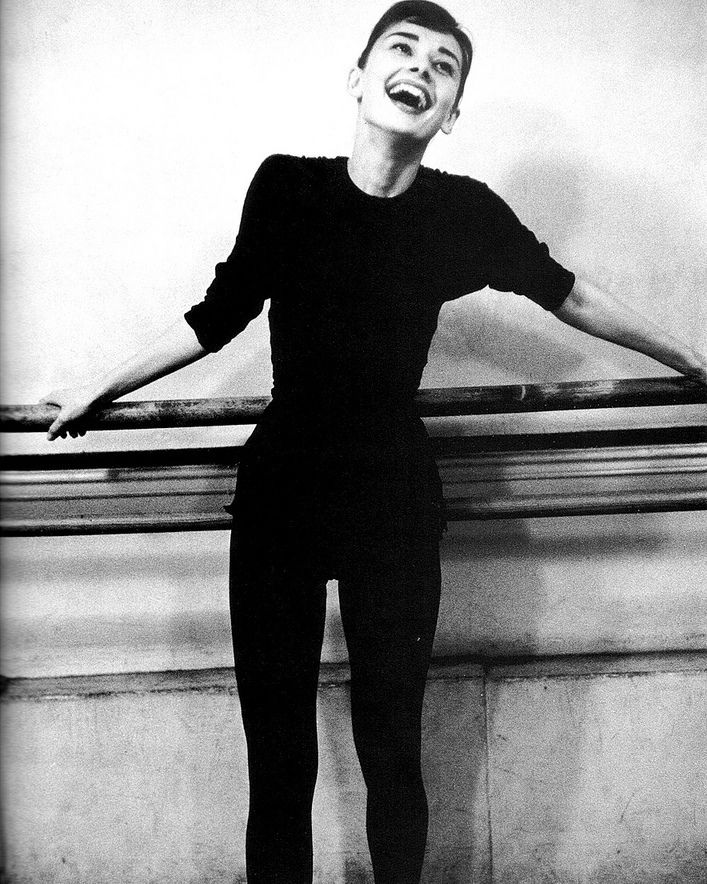
Hepburn od wczesnych lat młodości uczyła się baletu (na zdj. w 1956 w trakcie przygotowań do występu w filmie Zabawna buzia; 1957)

Przeprowadziwszy się do holenderskiej stolicy, dzieliły jeden pokój. Ella van Heemstra dostała zatrudnienie w odbudowującym się przemyśle spożywczym; zajmowała się skupem płodów rolnych, a następnie gastronomią. Gaskell, uznając Hepburn (której nie było stać na opłacanie kosztów nauki) za utalentowaną tancerkę, przyjęła ją do swojej nowo otwartej państwowej szkoły tańca. Na zajęciach wyróżniała się zaszczepionym przez matkę kultem pracy i koncentracją. 25 kwietnia 1946 wystąpiła, po raz pierwszy od czasów „czarnych wieczorów”, na rzecz Czerwonego Krzyża w charytatywnym spektaklu w Arnhem, tańcząc do utworów Claude’a Debussy’ego, Fryderyka Chopina i Johanna Sebastiana Bacha. Jej występ spotkał się z entuzjastycznym przyjęciem i pozytywnymi recenzjami. W maju Gaskell wyznaczyła ją do występu w parze z inną tancerką w amsterdamskim Hortus Theater.
Naukę baletu u Gaskell kontynuowała do 1948, choć zdaniem Spoto piętno wojny silnie odcisnęło się na jej zdrowiu, a „brak energii i słabe mięśnie nie wróżyły dobrze jej karierze” (z tego powodu, według autora, Hepburn miała popaść w depresję). W wolnych chwilach dorabiała pozując do żurnali mody. W tym samym roku zadebiutowała też w filmie – wystąpiła jako stewardessa linii KLM w niskobudżetowej komedii dokumentalnej Holenderski w 7 lekcjach (reż. Charles Huguenot van der Linden). Ze względu na koszta w filmie wykorzystano improwizowane zdjęcia próbne z Hepburn. Materiał filmowy z jej udziałem trwał mniej niż minutę, z tego względu nie uwzględniono jej w czołówce.
Gdy szkoła Gaskell nie otrzymała od władz miasta dotacji, Hepburn straciła miejsce w placówce. Chcąc kontynuować naukę, złożyła podanie o przyjęcie do szkoły baletowej Marie Rambert w Londynie. Przed wyjazdem Gaskell odbyła z nią wiele prób przygotowawczych do sprawdzianu. Następnie samodzielnie wyjechała do Anglii (van Heemstra nie mogła opuścić Holandii z uwagi na toczący się przeciw niej proces w Hadze i Arnhem, który dotyczył jej proniemieckiej działalności przed 1942) (wśród innych przyczyn wymieniano utratę ważności paszportu baronowej). Po zdaniu sprawdzianu Hepburn została przyjęta do Ballet Rambert, które w owym czasie mieściło się w Notting Hill. Z uwagi na trudną sytuację finansową swojej nowej podopiecznej, Rambert przyjęła ją pod swój dach na czas trwania procesu jej matki. W tym okresie zdecydowała się na usunięcie członu Ruston ze swojego nazwiska, zostawiając jedynie Hepburn (panieńskie nazwisko prababki). Od tej pory przedstawiała się jako Audrey Hepburn, choć według Matzena miało to miejsce przed rozpoczęciem kariery scenicznej.
By poprawić swoje warunki bytowe, imała się wielu prac dorywczych; dorabiała m.in. jako modelka i urzędniczka, a gdy rozpoczęła lekcje u Rambert, wieczorami pracowała jako modelka lub sekretarka; występowała także w reklamach mydła i szamponu, które zamieszczano w czasopismach. Wspominając wielogodzinne lekcje tańca, przyznawała, że były one „najbardziej wyczerpującą rzeczą, jaką kiedykolwiek robiłam”.

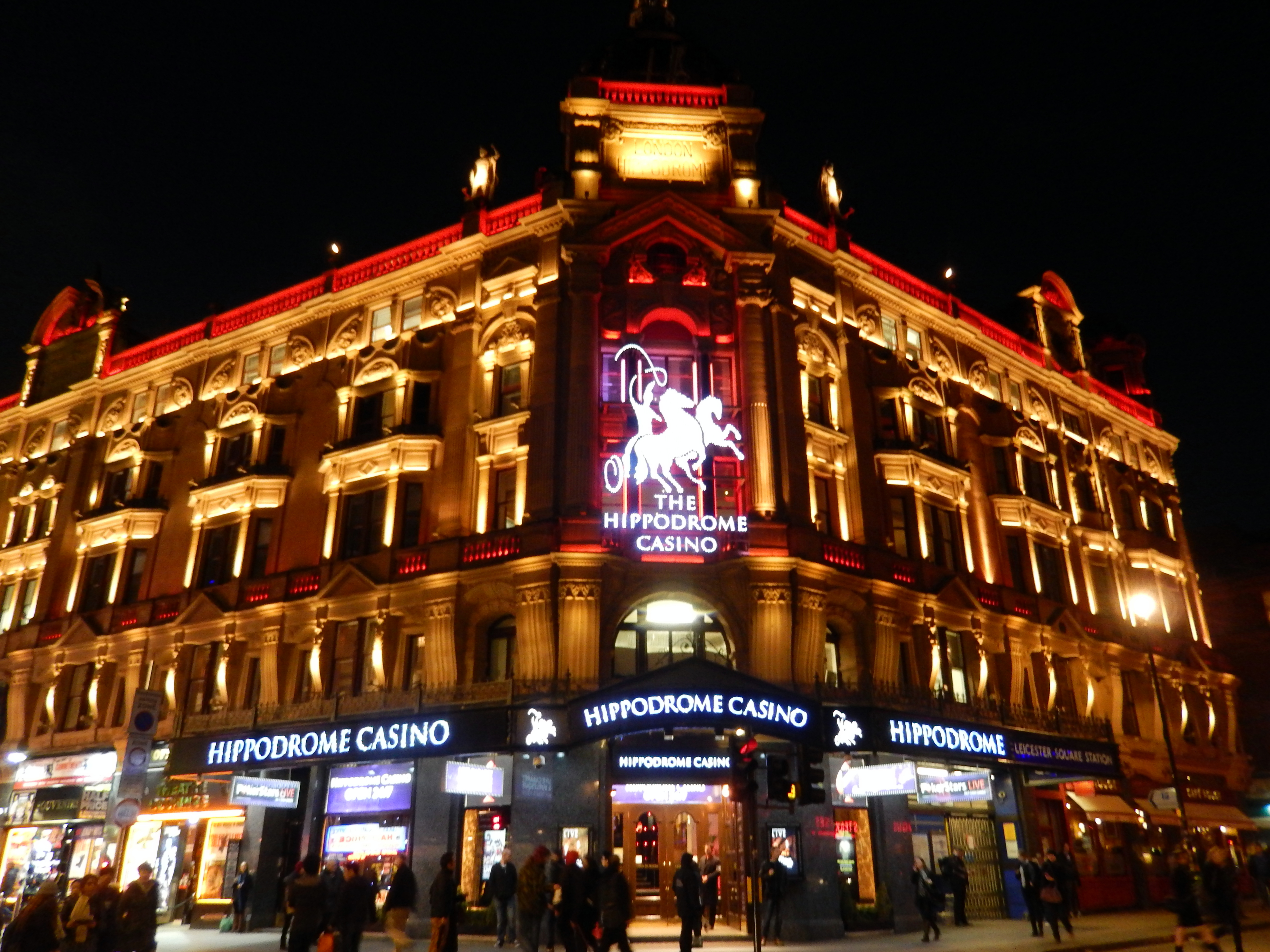
London Hippodrome – miejsce, gdzie Hepburn debiutowała w sztuce High Button Shoes i występowała w niej w sezonie 1948–1949

Okres wojny, przebyte choroby oraz niedożywienie sprawiły, że Hepburn miała zaległości w nauce tańca sięgające ponad roku; dodatkowo przeszkodę stanowił zbyt wysoki wzrost, co uniemożliwiało jej zostanie primabaleriną. Czynniki te sprawiły, że zweryfikowała swe plany i chciała zostać choreografką. Rezygnacja z kariery primabaleriny ponownie wywołała u niej skłonność do objadania się. Porzuciwszy marzenia o balecie, podjęła decyzję o pracy aktorskiej. Wraz z kilkoma studentami, którzy nie pojechali w trasę z Rambert, zaczęła obchodzić biura producentów i agentów w poszukiwaniu angażu w teatrze.
Na scenie debiutowała 22 grudnia w London Hippodrome na West Endzie w musicalu komediowym High Button Shoes z muzyką Jule’a Styne’a, librettem Sammy’ego Cahna oraz choreografią Jerome’a Robbinsa. Tańczyła w nim w kilku różnych mniejszych partiach i wypowiadała jedną kwestię. Do 5 maja 1949 odbyło się 291 przedstawień. Tygodniowo inkasowała 8 funtów. Otrzymała propozycję wstąpienia do zespołu objazdowego, lecz impresario Cecil Landreau złożył jej ofertę udziału w przygotowywanej przez siebie rewii Sauce Tartare, której premiera miała miejsce 18 maja w Cambridge Theatre. Grała epizody z jedną bądź z dwiema kwestiami i prezentowała występy taneczne stanowiące przerywniki satyrycznych skeczy. Zarabiała 10 funtów tygodniowo, a jej harmonogram obejmował sześć wieczornych i dwa popołudniowe przedstawienia, dzięki czemu przyjmowała więcej zleceń jako modelka w reklamach.
Dzięki mecenatowi Landreau profesjonalni agenci zaczęli zwracać uwagę na Hepburn. Antony Beauchamp – fotografujący takie gwiazdy jak Greta Garbo czy Vivien Leigh – wykonał zdjęcia początkującej aktorki dla magazynów „Tatler” i „Bystander”, a Angus McBean zorganizował jej sesję do reklamy kremu nawilżającego, za którą otrzymała 4 funty. Po wieczornych przedstawieniach Sauce Tartare dorabiała w kabarecie w klubie nocnym Ciro’s, gdzie prezentowała dwa występy taneczne. Otrzymywała za nie 11 i 20 funtów. W ciągu tygodnia dawała od 14 do 18 występów. Sukces Sauce Tartare – wystawianego łącznie 433 razy w ciągu roku – sprawił, że Landreau podjął się realizacji sequela Sauce Piquante, w którym Hepburn wcielała się w ducha szamana, skrzata oraz wykonywała taneczną solówkę. Premiera odbyła się 27 kwietnia 1950, lecz z uwagi na przeciętne recenzje, zeszła z afisza po ośmiu tygodniach, choć Ivor Brown pisał na łamach „The Observera”: „Przypuszczam, że nazwiska pań Joan Heal oraz Audrey Hepburn trafią pewnego dnia na największe afisze”. Po występach zaczęła cieszyć się rosnącym rozgłosem jako modelka w magazynach mody i czasopismach filmowych – jej zdjęcia na swych okładkach prezentowały takie periodyki jak „Film Review” i „Picturegoer”.
Aby poprawić i rozwinąć swój głos oraz poszerzyć wiedzę o sztuce i grze aktorskiej, została przyjęta do szkoły teatralnej przez Felixa Aylmera. Wraz z innymi studentami przez kilka miesięcy czytała i omawiała sceny ze sztuk klasycznych i współczesnych. Uczyła się emitować swój głos i odpowiednio akcentować linijki dialogów. Według biografów „wielojęzyczne dzieciństwo ukształtowało jej wyjątkowy sposób mówienia”. Prócz gry w musicalach, w okresie świąt Bożego Narodzenia dorabiała do pensji – 12 funtów na tydzień – występami w sztuce dla dzieci, biorąc tym samym udział w 21 przedstawieniach tygodniowo przez miesiąc.

#### Associated British Picture Corporation

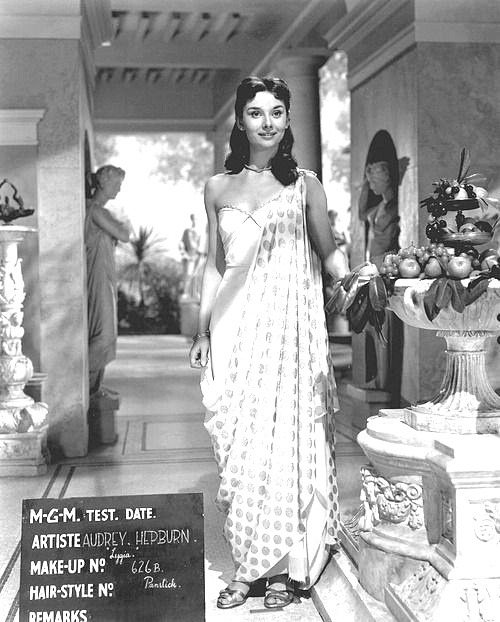
Hepburn w 1950 w trakcie testu kostiumów do filmu Quo Vadis (1951)

Seria występów tanecznych oraz przychylne recenzje spowodowały, że Hepburn zaczęła otrzymywać zaproszenia na zdjęcia próbne do filmu i telewizji, m.in. w 1950 otrzymała rolę w programie stacji BBC Television Service Saturday Night Revue. Latem wykonała testy kostiumowe do dramatu historycznego Quo Vadis (1951, reż. Mervyn LeRoy). Mimo pozytywnej oceny ze strony reżysera szefowie Metro-Goldwyn-Mayer odrzucili jej kandydaturę z uwagi na słabą rozpoznawalność, a rolę Ligii otrzymała Deborah Kerr.
W tym samym roku podpisała kontrakt z Associated British Picture Corporation (ABPC), choć z początku odrzuciła umowę, uważając, że ograniczy ona jej możliwości. Kontrakt zakładał realizację trzech filmów; za udział w pierwszym miała otrzymać 500 funtów, za trzeci wynagrodzenie wzrastało do 1,5 tys. funtów. Pierwszym filmem, który ABPC odsprzedało niezależnej korporacji, była komedia One Wild Oat (reż. Charles Saunders). Hepburn wcieliła się w niej w rolę recepcjonistki hotelowej, w trwającej niespełna dwadzieścia sekund scenie. Mimo krótkiej obecności na ekranie jej występ spodobał się Stanleyowi Hollowayowi. Mario Zampi zaangażował aktorkę do epizodycznej roli dziewczyny sprzedającej papierosy w nocnym klubie w komedii Śmiech w raju (1951) (wcześniej Hepburn miała odrzucić główną rolę w filmie, z uwagi na planowane tournée kabaretowej wersji Sauce Piquante, które nie doszło do skutku). ABPC, prócz nazwisk znanych aktorów, zamieściło informację o debiutujących aktorkach kontraktowych. Kolejną kreację dalszego planu stworzyła w komedii kryminalnej Szajka z Lawendowego Wzgórza (reż. Charles Crichton), z główną rolą Aleca Guinnessa. Również w 1951 odrzuciła rolę w komedii Lady Godiva Rides Again (reż. Frank Launder).
W nadziei na otrzymywanie lepszych ról przedłużyła kontrakt z ABPC na następne trzy filmy. Wzrosło też jej wynagrodzenie do 2,5 tys. funtów. Została zaangażowana do komedii Opowieści młodych żon (Henry Cass). Przypadła jej rola Eve, samotnej dziewczyny, zamieszkującej z dwoma skonfliktowanymi ze sobą małżeństwami. Aktorka nie lubiła tego filmu, głównie z uwagi na konflikt z reżyserem, któremu nie podobał się jej akcent. Bosley Crowther z „The New York Timesa” pisał: „Aktorzy bardzo się starali, łącznie z tą piękną Audrey Hepburn w roli niezamężnej lokatorki”.
W październiku 1950 i w lutym 1951 Thorold Dickinson organizował dla niej zdjęcia próbne do dreszczowca politycznego Tajemniczy ludzie (1952), którego fabuła przedstawiała losy dwóch młodych sióstr, Nory (Hepburn) i Marii (Valentina Cortese), uciekających do Londynu po tym, jak ich ojciec zostaje zamordowany przez dyktatora. Rola Nory Brentano była najważniejszą oraz pierwszą drugoplanową, w jej dotychczasowym dorobku. Jeden z krytyków pisał, że „[Hepburn] łączy piękno z talentem, szczególnie zaś w dwóch krótkich sekwencjach tanecznych”.
Wiosną 1951 została wypożyczona z ABPC, dołączając do obsady brytyjsko-francuskiej komedii muzycznej Jedziemy do Monte Carlo (reż. Jean Boyer), której zdjęcia realizowano w Monako oraz na francuskiej Riwierze. Jednocześnie nagrywano anglojęzyczną wersję pod tytułem Monte Carlo Baby. Hepburn, z uwagi na biegłą znajomość języka francuskiego, jako jedyna z obsady powtarzała swoje sceny od razu. Obydwie produkcje okazały się finansową klapą, a ona sama nie była zadowolona z pracy na planie, głównie z uwagi na realizację dwóch wersji jednego filmu.

#### Gigi
| „Rozpoczęłam spacer w chmurach, bardzo ciemnych chmurach… starałam się im wszystkim wytłumaczyć, że nie nadaję się jeszcze do głównej roli, ale oni wiedzieli swoje – a ja nie zamierzałam zmieniać ich decyzji.”– Audrey Hepburn |

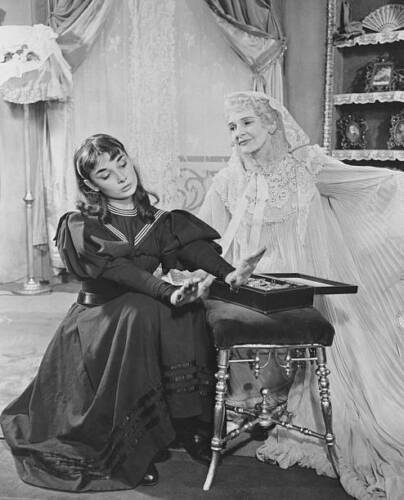
Hepburn i Cathleen Nesbitt w sztuce Gigi (1951)

Gdy ekipa filmu Jedziemy do Monte Carlo realizowała w maju zdjęcia nieopodal Hôtel de Paris Monte-Carlo, Hepburn została dostrzeżona przez francuską pisarkę Sidonie-Gabrielle Colette, której opublikowana w 1944 nowela Gigi była przygotowywana do adaptacji teatralnej (według wersji Walkera Colette miała wypatrzyć ją na plaży w Monako). Tego samego dnia autorka i jej mąż, Maurice Goudeket zaprosili ją do swojego apartamentu, przekładając ofertę angażu do tytułowej roli w sztuce Gigi. Ze względu na brak doświadczenia scenicznego, była początkowo sceptycznie nastawiona do faktu otrzymanej propozycji i wzbraniała się przed jej przyjęciem (obowiązywał ją też kontrakt z ABPC, które musiało wyrazić zgodę na jej udział w sztuce). Odbywszy dwa przesłuchania oraz uzyskawszy aprobatę m.in. Anity Loos (autorki adaptacji powieści) i zgodę wytwórni, zgodziła się po odbytej rozmowie z Colette.
W ramach przygotowań pobierała lekcje aktorstwa u Cathleen Nesbitt (zatrudnionej do roli babki Gigi), uczyła się śpiewu, by poprawić emisję głosu i wraz z Raymondem Rouleau ćwiczyła galijski akcent. Z uwagi na brak pewności siebie, producent sztuki i impresario Gilbert Miller zorganizował jej sesje u Irvinga Penna i Richarda Avedona.
Przedpremierowe przedstawienia wyjazdowe odbywały się w Filadelfii w Pensylwanii. Miejscowi krytycy pozytywnie oceniali grę Hepburn, w przeciwieństwie do sztuki, która uzyskiwała utrzymane w chłodnym tonie opinie. Premiera spektaklu miała miejsce w Fulton Theatre na Broadwayu 24 listopada 1951. Pomimo krytyki mówiącej, że spektakl jest gorszy od francuskiej adaptacji filmowej z 1949, Hepburn komplementowano. Richard Watts Jr. pisał na łamach „New York Posta”: „Najwyraźniej urocza panna Hepburn nie jest doświadczoną aktorką, ale jej charakter jest tak ujmujący i dobry, że jest ona sukcesem wieczoru”. Brooks Atkinson z „The New York Timesa” uważał, że była „młodą aktorką, pełną czaru, uczciwości i talentu […] Ona jest jedynym świeżym elementem przedstawienia. Jest prawdziwą aktorką; a jako Gigi buduje pełnokrwistą postać, od nieporadnego braku ogłady w pierwszym akcie po porywający moment kulminacyjny w ostatniej scenie. To zrównoważone, doskonałe aktorstwo, spontaniczne, klarowne i urzekające”. Henry P. Murdoch z „The Philadelphia Inquirer” zwracał uwagę na „niesamowicie zabawne odgrywanie roli”, które czyni z niej „aktorkę z najwyższej półki”. Za swą kreację została uhonorowana Theatre World Award.
Mimo rozwijającej się kariery aktorskiej, nie porzuciła baletu; uczęszczała do akademii tańca na Manhattanie na zajęcia z ruchu. Łącznie odbyło się 217 lub 219 przedstawień Gigi, ostatnie z nich 31 maja 1952.

#### Rzymskie wakacje

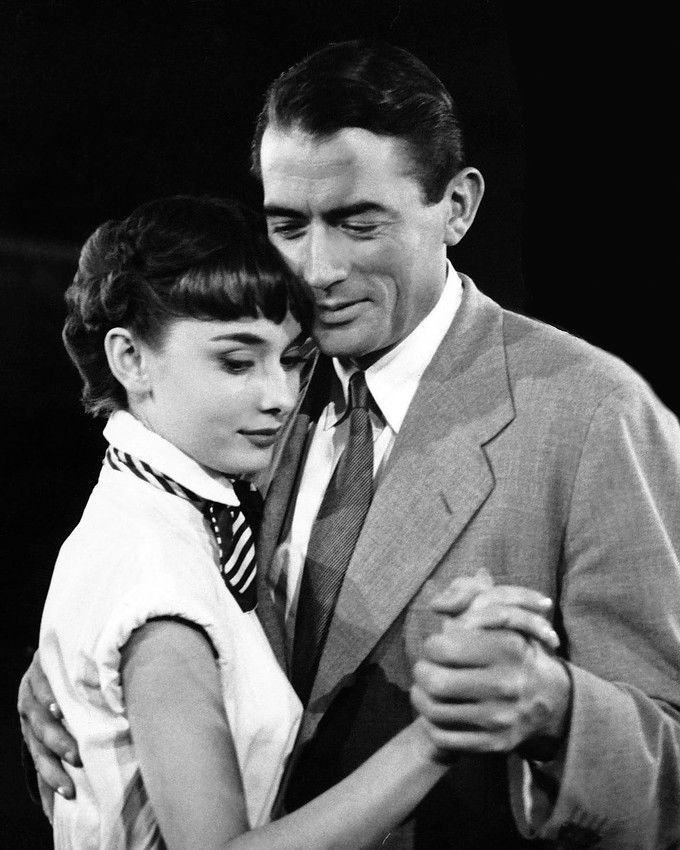
Hepburn i Gregory Peck w filmie Rzymskie wakacje (1953)

Przed przyjęciem roli w sztuce Gigi, we wrześniu otrzymała telefon od Roberta Lennarda z ABPC z informacją, że kierownictwo Paramount Pictures wyraziło zainteresowanie jej osobą przy nowym projekcie, który ma być realizowany w Rzymie. Przyczynił się do tego Richard Mealand, londyński kierownik produkcji Paramountu, który dostrzegł jej małą rolę w Śmiechu w raju. Prowadząc wstępne negocjacje odrzuciła możliwość zmiany nazwiska, by uniknąć konfliktu z Katharine Hepburn. Po spotkaniu z Williamem Wylerem w hotelu Claridge’s, reżyser przyznawał, że była bardzo mądra, utalentowana oraz ambitna. Filmowiec nie krył wrażenia, jakie wywarła na nim podczas zdjęć próbnych reżyserowanych przez Dickinsona w Iver Heath w Pinewood Studios 18 września. „Miała wszystko czego szukałem – urok, niewinność i talent. Była bardzo zabawna. To było absolutnie urocze” – wspominał.
15 października podpisała umowę z Paramountem, zakładającą realizację siedmiu filmów w ciągu siedmiu lat. W kontrakcie zawarto klauzulę, dającą jej prawo do wolnego roku pomiędzy każdym filmem, tak, by mogła występować też w teatrze i telewizji, a studio miało prawo do jednego z tych siedmiu filmów wypożyczyć ją innej wytwórni bądź producentowi. Na mocy umowy ABPC miało otrzymywać zapłatę za każdy film, jaki Hepburn zrealizuje dla Paramountu, lub uzyskać prawa do dystrybucji w Anglii. Jej wynagrodzenie za kontrakt wyniosło 2,5 tys. funtów (7 tys. dolarów).
Fabuła komedii romantycznej Rzymskie wakacje przedstawiała losy młodej, sfrustrowanej księżniczki Anny (Hepburn), która znudzona sztywnymi regułami i towarzyszącą dworskim wizytom etykietą, wymyka się potajemnie z terenu ambasady i przez jeden dzień zwiedza Rzym w towarzystwie amerykańskiego dziennikarza Joe Bradleya (Gregory Peck). Wkrótce para zakochuje się w sobie. Za dwanaście tygodni pracy na planie otrzymała gażę w wysokości 7 tys. dolarów plus 250 dolarów tygodniowo na koszty utrzymania. Swego wrażenia nie krył Wyler: „Ona jest gatunkiem, który już prawie wyginął – uważną studentką gry aktorskiej”. Peck zadzwonił w połowie zdjęć do agenta George’a Chasina sugerując, by nazwisko Hepburn pojawiło się razem z jego w czołówce, choć zdaniem Spoto z taką inicjatywą wyszli Wyler i personel wytwórni w Hollywood.
Film odniósł sukces kasowy (szczególnie poza Stanami Zjednoczonymi), a Hepburn zaczęła cieszyć się rosnącą rozpoznawalnością i statusem gwiazdy. Zapoczątkowała zupełnie nowy kanon urody kobiecej w Ameryce w 1953; jej zdjęcia zamieszczano w wielu magazynach, w tym na łamach „Life’a”, na okładce „Time’a” 7 września oraz „Vogue’a”. Otrzymała również przychylne recenzje ze strony krytyków, którzy podkreślali jej talent i urok osobisty. A.H. Weiler z „The New York Timesa” pisał: „jest smukłą, czarującą i zadumaną pięknością, na przemian królewską i dziecięcą w swoim głębokim docenieniu odkrywanych prostych przyjemności i miłości. Pomimo dzielnego uśmiechu, zdającego sobie sprawę z końca romansu, pozostaje smutną i samotną osobą, stojącą twarzą w twarz z duszną przyszłością”.
Za kreację księżniczki Anny została nagrodzona statuetką Akademii Filmowej w kategorii dla najlepszej aktorki pierwszoplanowej, którą odebrała z rąk Jeana Hersholta (pokonała w rywalizacji Avę Gardner, Deborah Kerr, Leslie Caron i Maggie McNamarę). Otrzymała też BAFTĘ dla najlepszej brytyjskiej aktorki, Złoty Glob dla najlepszej aktorki w filmie dramatycznym i nagrodę Stowarzyszenia Nowojorskich Krytyków Filmowych dla najlepszej aktorki.

#### Sabrina

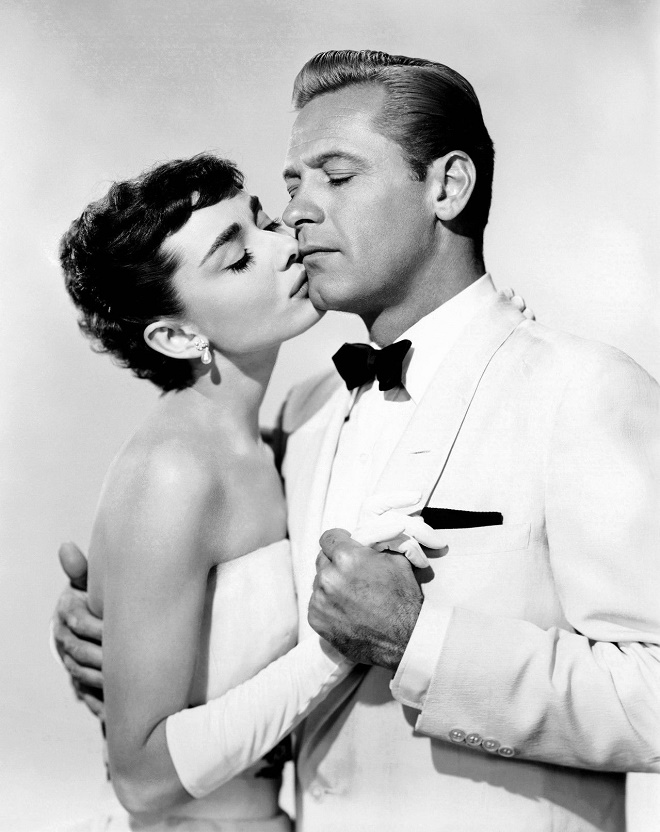
Hepburn i Holden na fotosie z filmu Sabrina (1954)

Przygotowując się do kolejnego filmu nawiązała współpracę z francuskim kostiumografem Hubertem de Givenchy. Nim Rzymskie wakacje weszły na ekrany kin, Paramount zaangażował ją do komedii romantycznej Sabrina (reż. Billy Wilder), opowiadającej o losach braci Linusa i Davida Larrabee (Humphrey Bogart i William Holden), którzy zakochują się w córce (Hepburn) szofera (John Williams). Bogart, który przyjął rolę po tym, jak odrzucił ją Cary Grant, sceptycznie podchodził do współpracy z Hepburn, twierdząc, że jest zbyt dojrzały na filmowy romans z młodą aktorką. Często wdawał się w konflikty z ekipą, zwłaszcza z Holdenem, oraz wygłaszał ironiczne uwagi pod adresem Hepburn. W późniejszym czasie przyznawała, że wspólna gra była „całkiem znośna”. Za pracę na planie Sabriny otrzymała wynagrodzenie w wysokości 11 tys. 914 dolarów; po opłaceniu swojego agenta, prawnika, menadżera oraz potrąceniu podatków, jej gaża wyniosła niewiele ponad 3 tys. dolarów.
W recenzji zamieszczonej w „The New York Timesie”, Crowther wyrażał pochlebną ocenę występu Brytyjki, podkreślając, że „jest młodą damą o niezwykłej skali wrażliwych i poruszających ekspresji w tak wątłej i smukłej oprawie. Jest jeszcze bardziej lśniąca jako córka i ulubienica służby niż księżniczka Anna z zeszłego roku, i nic więcej nie można powiedzieć”. Z kolei Wilder twierdził, że „od czasów Garbo nie było nikogo takiego jak ona, może tylko z wyjątkiem Ingrid Bergman”.
W opublikowanym w grudniu 1953 dorocznym sondażu „The Film Daily”, Hepburn i José Ferrera uznano za najlepszych aktorów. Po raz drugi z rzędu została nominowana do nagrody Akademii Filmowej w kategorii dla najlepszej aktorki pierwszoplanowej (przegrała rywalizację z Grace Kelly, nagrodzoną za występ w filmie Dziewczyna z prowincji, reż. George Seaton) oraz do BAFTY dla najlepszej brytyjskiej aktorki.

#### Ondyna

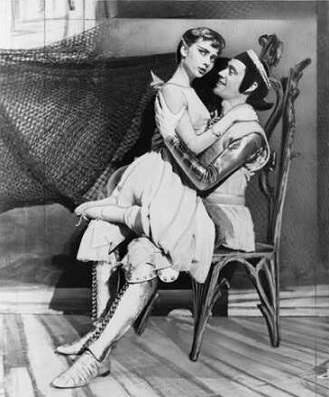
Hepburn i Mel Ferrer w sztuce Ondyna (1954)

W styczniu 1954 – wraz z Melem Ferrerem – przyjechała do Nowego Jorku, by rozpocząć w Richard Rodgers Theatre próby do spektaklu Ondyna autorstwa dramaturga Jeana Giraudoux. Jego premiera, w reżyserii Alfreda Lunta, odbyła się 18 lutego na Broadwayu. Brooks Atkinson na łamach „The New York Timesa” pozytywnie odnosił się do interpretacji tytułowej roli w wykonaniu Hepburn, argumentując, że „rola Ondyny jest skomplikowana. Budują ją elementy – nastroje, wrażenia, intryga i tragedia. W jakiś sposób panna Hepburn potrafi przełożyć je na język teatru bez sztuczek czy afektacji. Jej występ jest żywiołowy, pełen wdzięku i czaru, zdyscyplinowany instynktownym wyczuciem realiów sceny”. „The New Yorker” pisał: „Panna Hepburn ma dar, który sprawia, że wszystko, co powie lub zrobi, ma nieodparty wdzięk. Najsłabszy żart zyskuje dodatkowy, osobisty wymiar i staje się komiczny; najzwyklejsze i najbardziej oczywiste zadanie zdaje się w tym momencie inspiracją rewelacyjnego aktorstwa”. Krytyk „Time’a” uważał, że gra Hepburn „jest rzeczywiście czymś mitycznym”. Z kolei Ferrer otrzymał w większości negatywne opinie swego występu.
Jej kreację nagrodzono Tony Award w tym samym roku, w którym zdobyła Oscara za Rzymskie wakacje,  dzięki czemu przeszła do historii jako jedna z trzech aktorek (pozostałe dwie to Ellen Burstyn oraz Shirley Booth), które w jednym roku zdobyły statuetkę Akademii Filmowej i Tony. Nieustanne wywieranie presji przez Ferrera (wobec którego stawała się coraz bardziej zależna) spowodowało, że zakończyła występy sceniczne, będąc bliską załamania nerwowego (podejrzewano u niej jadłowstręt psychiczny). Odrzucała wszelkie zaproszenia, a weekendy spędzała z Ferrerem w lecznicy w stanie New Jersey (do realizacji nie doszedł też planowany z nią i Dannym Kaye’em musical filmowy). Opublikowała oświadczenie prasowe, w którym przeprosiła za swoją niedyspozycję.
Gdy zaszła w ciążę, była zmuszona odrzucić wiele ofert ról, w tym kreację Joanny d’Arc w ekranizacji sztuki George’a Bernarda Shawa i podwójną rolę Violi i jej brata Sebastiana w planowanym filmie Wieczór Trzech Króli Josepha L. Mankiewicza, będącego adaptacją komedii o tej samej nazwie pióra Williama Shakespeare’a. Ferrer, prócz przymiarek do utworzenia własnej filmowej spółki produkcyjnej, nosił się z zamiarem adaptacji i reżyserii sztuki Hedda Gabler Henrika Ibsena, w której miała wystąpić Hepburn. Niepowodzeniem zakończyły się również próby filmowej ekranizacji Ondyny w reżyserii Michaela Powella i Emerica Pressburgera. W 1955, wraz z Peckiem, została laureatką Henrietta Award.
Rok później wystąpiła w melodramacie wojennym Wojna i pokój (reż. King Vidor), będącym ekranizacją powieści historycznej o tym samym tytule pióra Lwa Tołstoja z 1869. Zagrała szlachciankę Nataszę Rostową, która podczas okresu wojen napoleońskich nie może zaznać prawdziwej miłości. Na ekranie partnerowali jej Henry Fonda i Mel Ferrer. Za występ otrzymała gażę w wysokości 350 tys. dolarów – co było ówcześnie rekordowym wynagrodzeniem dla aktorki. Uzyskała także diety w wysokości 500 dolarów tygodniowo, 27 tys. 500 dolarów za każdy tydzień, kiedy musiałaby pracować poza ustalonym harmonogramem, i prawo do aprobaty scenariusza, zespołu aktorskiego, oświetleniowca i makijażystów (wybrała operatora Jacka Cardiffa oraz makijażystów Alberta i Grazię di Rossi). Film zebrał w większości negatywne recenzje i był porażką finansową. Hepburn – zebrawszy w większości dobre opinie – uzyskała trzecią nominację do BAFTY i drugą do Złotego Globu. Bez powodzenia negocjowała swój udział w ekranizacji sztuki Tennessee Williamsa Lato i dym, ponieważ pisarz i producent Hal B. Wallis nie zgodzili się na zatrudnienie de Givenchy jako kostiumografa; dodatkową przeszkodą była próba gwałtu na bohaterce (film o tym samym tytule powstał w 1961 z Geraldine Page w głównej roli kobiecej).

#### Zabawna buzia,Miłość po południu
W 1957 zaprezentowała swe umiejętności taneczne w będącej jej debiutem musicalowym komedii Zabawna buzia (reż. Stanley Donen). Wystąpiła w niej u boku Freda Astaire’a, który wcielił się w rolę Dicka Avery’ego, fotografa mody, odkrywającego talent sprzedawczyni książek (Hepburn). Wspólnie nagrali czternaście oddzielnych sekwencji muzycznych i kilka partii wokalnych. Film – prócz doborowej obsady i kostiumów – okazał się sukcesem w box offisie. Kolejną produkcją była oparta na powieści Ariane, jeune fille russe Claude’a Aneta komedia romantyczna Miłość po południu (reż. Billy Wilder), gdzie zagrała u boku Gary’ego Coopera. Hepburn wcieliła się w Ariane Chavasse, córkę prywatnego detektywa (Maurice Chevalier), która zakochuje się w amerykańskim playboyu Franku Flannaganie (Cooper). Choć film zebrał w większości przychylne recenzje prasowe, część biografów i krytyków sugerowała, że Cooper był za stary do tej roli. Hepburn po raz trzeci została nominowana do Złotego Globu, tym razem w kategorii dla najlepszej aktorki w filmie komediowym lub musicalu.
4 lutego 1957 stacja NBC wyemitowała 90-minutowy odcinek „Mayerling” (reż. Anatole Litvak) serialu Producers’ Showcase, oparty na autentycznym zdarzeniu, jakie miało miejsce 30 stycznia 1889 w austriackim pałacu myśliwskim Mayerling. Arcyksiążę Rudolf Habsburg-Lotaryński zastrzelił siebie i swoją 17-letnią kochankę, baronową Marię Vetsera po tym, gdy jego ojciec, Franciszek Józef I nakazał mu porzucenie nastoletniej kochanki. Hepburn w głównej roli ponownie partnerował Ferrer. Sztuka otrzymała negatywne opinie, a krytycy orzekli, że Maria i Rudolf w ich wykonaniu byli zdumiewająco beznamiętni. Za swój występ otrzymała honorarium w wysokości 150 tys. dolarów (lub 157 tys. dolarów), co było rekordową gażą, jak na film realizowany dla telewizji.
Porażka związana z „Mayerling” spowodowała, że Paramount nie wyraziło zgody na obsadzenie dwójki aktorów w filmie na podstawie powieści Thomasa Claytona Wolfe’a pt. Look Homeward, Angel, zaś sama Hepburn odrzuciła kilka propozycji, w tym m.in. rolę Dominique Vallon w Pewnym uśmiechu (1958, reż. Jean Negulesco) i Marii Augusty von Trapp (film Dźwięki muzyki powstał w 1965). Ubiegała się o rolę w scenicznej wersji powieści Maxa Beerbohma, Zuleika Dobson, by móc wrócić na Broadway.

#### Historia zakonnicy

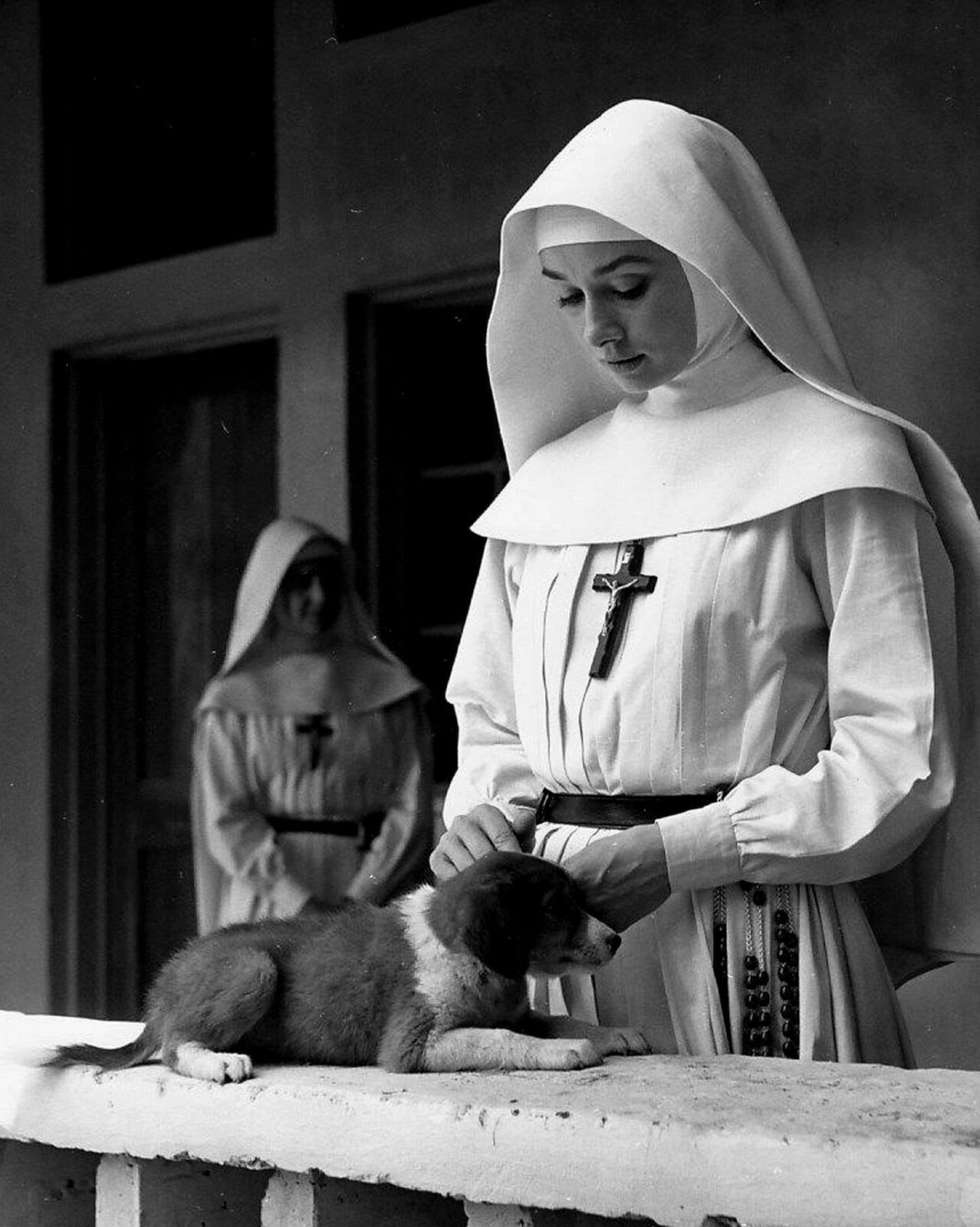
Hepburn w scenie z filmu Historia zakonnicy (1959)

Chcąc uniknąć utożsamiania z jednym gatunkiem oraz będąc pod wrażeniem opublikowanej w 1956 powieści pióra Kathryn Hulme, przyjęła główną rolę siostry Łucji (Gabrielle van der Mal) w dramacie studia Warner Bros. – Historia zakonnicy (1959, reż. Fred Zinnemann). Z początkiem lipca podpisała umowę z Jackiem L. Warnerem, otrzymując gażę w wysokości 200 lub 250 tys. dolarów plus dziesięć procent od dochodów brutto. Przygotowując się do roli uczyła się posługiwać narzędziami chirurgicznymi i przyswajała szczegóły życia w klasztorze. Do pozostałych ról studio zaangażowało m.in. Petera Fincha, Edith Evans i Peggy Ashcroft, którzy zgodzili się na udział z uwagi na dobrze napisany scenariusz i możliwość współpracy z Hepburn. Obraz przedstawiał historię życia siostry Łucji (Hepburn), młodej Belgijki, która postanawia wstąpić do zakonu, czyniąc w związku z tym wiele poświęceń, jakkolwiek wkrótce po rozpoczęciu II wojny światowej decyduje, że nie może pozostać neutralna w obliczu nikczemności hitlerowskich Niemiec. Realizacja była problematyczna, głównie z uwagi na doskwierające upały i wilgotność panujące w Kongu Belgijskim, gdzie nagrywano część zdjęć.

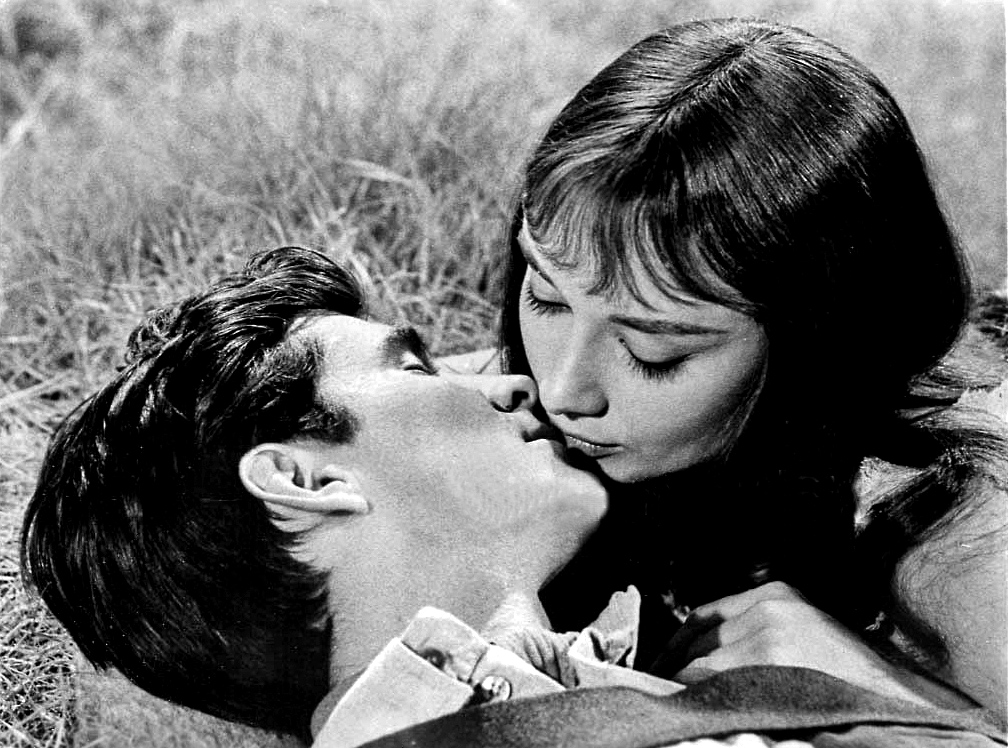
Anthony Perkins i Hepburn w kadrze z filmu Zielone domostwa (1959)

Kreacja siostry Łucji została przychylnie przyjęta przez krytyków, którzy uważali ją za jedną z najważniejszych w dorobku Hepburn; w opinii Spoto była ona „najbardziej ambitną rolą w karierze – najtrudniejszą, najbardziej męczącą fizycznie i wyczerpującą […] Zagrała tak, jak nigdy przedtem i potem w trakcie swej kariery; można śmiało powiedzieć, że siostra Łucja w wykonaniu Audrey Hepburn jest jednym z największych dokonań w historii kina”. Uznania nie krył także Zimmerman, przyznając, że „okazała się [ona] wielką aktorką w bardzo trudnej i wymagającej roli”. Magazyn „Films in Review” napisał: „W Historii zakonnicy Hepburn objawia taki rodzaj talentu aktorskiego, za pomocą którego przekazuje głębokie i złożone odczucia wewnętrzne tak zręcznie, że trzeba ją bacznie obserwować, oglądając film po raz drugi lub trzeci, by zauważyć, jak ona to robi”. Krytyk „Variety” wyrażał podziw dla „wznoszącego się na wyżyny i odkrywczego filmu, w którym Audrey Hepburn otrzymała swą najbardziej ambitną rolę i daje popis aktorstwa”. Historia zakonnicy okazała się przebojem kasowym w box offisie.
Hepburn uzyskała trzecią nominację do nagrody Akademii Filmowej w kategorii dla najlepszej aktorki pierwszoplanowej (przegrywając rywalizację z Simone Signoret za kreację w filmie Miejsce na górze, reż. Jack Clayton) i czwartą do Złotego Globu. Została nagrodzona statuetkami BAFTA oraz Davidem di Donatello dla najlepszej aktorki zagranicznej. Zdobyła także drugą nagrodę Stowarzyszenia Nowojorskich Krytyków Filmowych dla najlepszej aktorki i nagrodę Zuluety na MFF w San Sebastián.
W 1959 zagrała w romantyczno-przygodowym filmie Zielone domostwa (reż. Mel Ferrer), opowiadającym historię młodego mężczyzny Abela (Anthony Perkins), uciekającego do dżungli amazońskiej po buncie w Caracas. Wędrując, natrafia na plantację, gdzie spotyka Rimę (Hepburn), młodą dziewczynę, wychowywaną przez swojego dziadka Nuflo (Lee J. Cobb) w pełnej izolacji. Film zebrał głównie mieszane recenzje; Bosley Crowther przyznawał, że „panna Hepburn przewija się przez nią [rolę] z gracją i godnością, czyniąc Rimę zarówno wzruszającą, jak i idylliczną, jeśli nie w najmniejszym stopniu logiczną”. Philip K. Scheuer z „Los Angeles Timesa” krytycznie oceniał jej grę, pisząc, że była „po raz pierwszy pozbawiona blasku […] bezbarwna […] oraz całkowicie bezpłciowa”. W podobnym tonie brzmiała recenzja „Variety”, który film określał mianem „irytującego”, a rolę Hepburn opisywał jako „bez szczególnej głębi”. Zielone domostwa okazały się fiaskiem artystycznym oraz komercyjnym, a sama aktorka w późniejszych latach wyrażała się o filmie z obojętnością.

### Lata 60.

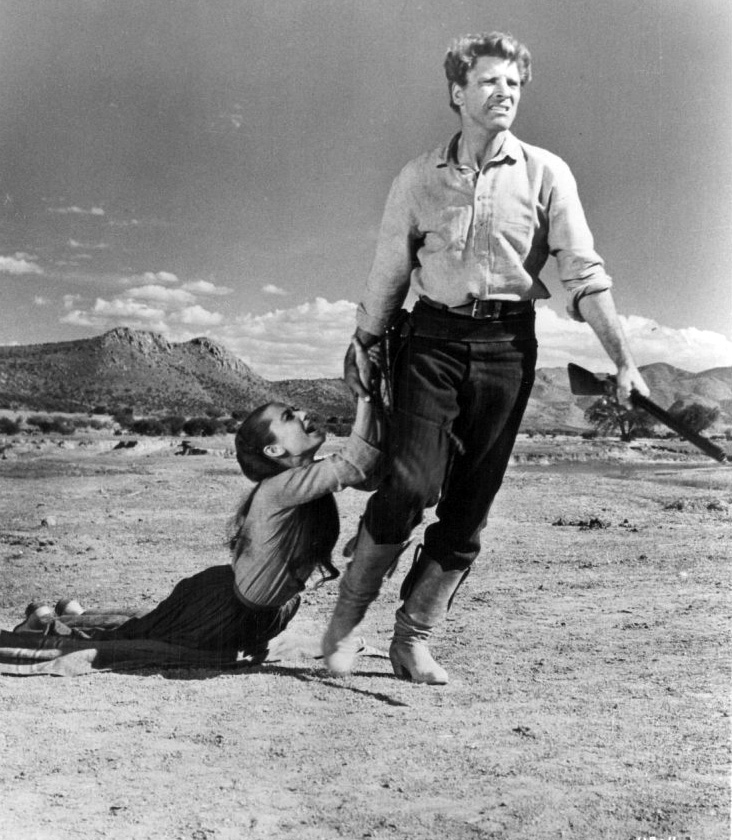
Hepburn i Burt Lancaster w kadrze z westernu Nie do przebaczenia (1960)

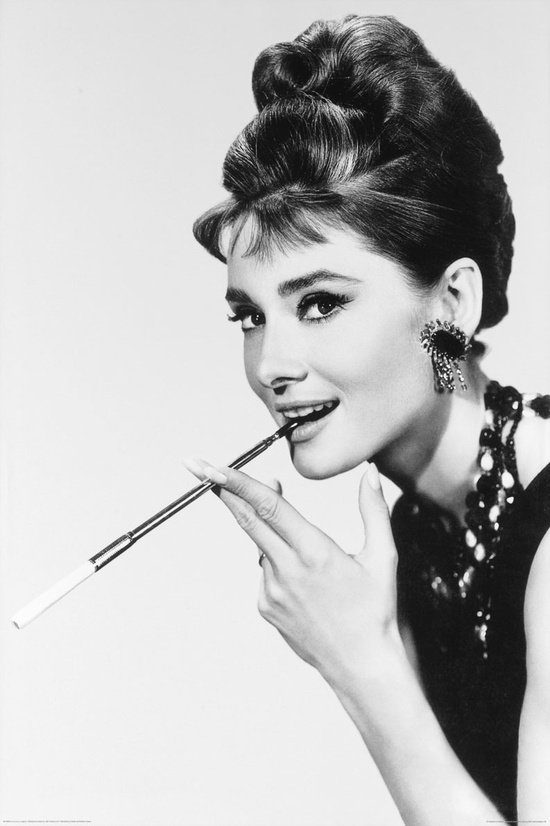
Hepburn jako Holly Golightly na fotosie z filmu Śniadanie u Tiffany’ego (1961). Dzięki tej roli zdobyła status ikony mody i „królowej elegancji”

Jej pierwszym filmem zrealizowanym na początku lat 60. był western Nie do przebaczenia (reż. John Huston), w którym wystąpiła u boku Burta Lancastera, Audiego Murphy’ego i gwiazdy epoki kina niemego, Lillian Gish. Tematyka filmu podejmowała rozległy problem nietolerancji Indian przez białą ludność, zamieszkującą pobliskie osady. Kiedy okazuje się, że Rachel Zachary (Hepburn) jest Indianką z plemienia Kiowa, w rodzinie wybucha bunt. 28 stycznia – w trakcie realizacji jednego z ujęć – spadła z konia, doznając pęknięcia czterech kręgów i skręcenia stopy lub – według innych źródeł – pęknięcia czterech żeber, złamania dwóch kręgów i skręcenia nogi w kostce. Z planu zniesiono ją na noszach. Nie do przebaczenia zebrał negatywne opinie, w których przeważały określenia „absurdalny, słaby i żenujący”, a Huston uważał go za najgorszy w swoim dorobku. Bosley Crowther napisał, że „Hepburn jako dziewczyna jest nieco zbyt dopracowana, delikatna i cywilizowana w towarzystwie tak twardych i upartych postaci jak Burt Lancaster”.

#### Śniadanie u Tiffany’ego
W 1961, pomimo wahań związanych ze zmianą dotychczasowego wizerunku ekranowego, zagrała główną rolę w komedii romantycznej Śniadanie u Tiffany’ego (reż. Blake Edwards), której scenariusz autorstwa George’a Axelroda został oparty na motywach opowiadania Trumana Capote’a z 1958. Autor nie był zadowolony z wielu zmian wprowadzonych na potrzeby adaptacji filmowej. Wolał, też aby w głównej roli wystąpiła Marilyn Monroe, lecz później przyznawał, że „Hepburn wykonała świetną robotę”. Aktorka nie była przekonana do swojej gry, przez co Edwards często musiał dodawał jej otuchy. „Pomimo braku pewności siebie Audrey miała waleczną duszę” – wspominał. Fabuła filmu opowiadała historię młodego pisarza Paula Varjaka (George Peppard), który wprowadza się do eleganckiej nowojorskiej kamienicy. Jego sąsiadką jest piękna, filigranowa Holly Golightly, emanująca seksapilem kobieta, żyjąca na koszt bogatych adoratorów. Na potrzeby produkcji Hepburn wykonała utwór „Moon River”, który został nagrodzony statuetką Akademii Filmowej dla najlepszej piosenki. W ocenie Spoto „wizerunek Audrey Hepburn, siedzącej w otwartym oknie, delikatnie trącającej struny i śpiewającej utwór «Moon River» swym niepewnym, melancholijnym mezzosopranem, jest z pewnością najtrwalszym symbolem czaru, jaki rzuciła na rzesze kinomanów wtedy i kiedykolwiek później”.

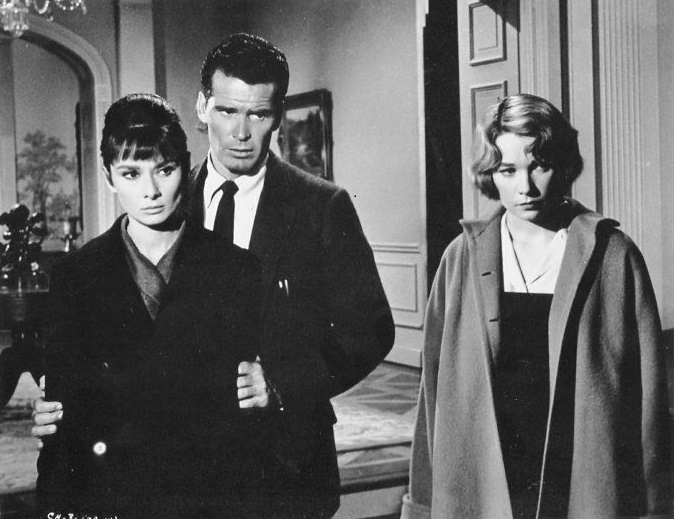
Hepburn, Garner i MacLaine w filmie Niewiniątka (1961)

Film zebrał pochlebne recenzje od krytyków; m.in. „Variety” pisał, że „Holly została ożywiona w ekscytującej postaci Audrey Hepburn”. Zaprojektowaną przez de Givenchy słynną małą czarną – którą Hepburn nosi w filmie – uznano za jeden z najbardziej kultowych przedmiotów w historii XX wieku, a aktorka zdobyła status ikony mody oraz „królowej elegancji”. Po raz czwarty była nominowana do nagrody Akademii Filmowej (przegrywając rywalizację o Oscara z Sophią Loren, nagrodzoną za występ w filmie Matka i córka, reż. Vittorio De Sica) oraz do Złotego Globu. Drugi raz zdobyła statuetkę Davida di Donatello dla najlepszej aktorki zagranicznej.
Kolejnym projektem był dramat obyczajowy Niewiniątka (reż. William Wyler), opowiadający historię dwóch nauczycielek, Karen Wright (Hepburn) i Marthy Dobie (Shirley MacLaine), pracujących w prywatnej szkole dla dziewcząt. Gdy jedna z nich przyłapuje uczennicę (Karen Balkin) na kłamstwie, ta w odwecie rozsiewa plotkę sugerującą, że nauczycielki są lesbijkami. W obsadzie znalazł się też James Garner (w roli Joe Cardina). Ze względu na ówczesne obyczaje społeczne i obowiązujący kodeks Haysa, Wyler zdecydował się na wycięcie wszystkich scen ukazujących wątek miłosny obydwu bohaterek. Pracę reżysera krytykowano za naiwność w traktowaniu związków lesbijskich – źle odbierano powściągliwość filmowego wyrazu, którą uznano za wadę w czasach, gdy coraz częściej poruszano temat seksu i tzw. aberracji. Mimo że krytycy i widownia w dużej mierze zignorowały film oraz rolę Hepburn, to zdaniem Walkera „oblała najtrudniejszy egzamin”, gdyż nowy trend realizmu stawiał gwiazdom inne wyzwania. Recenzent „Time’a” był zdania, że dała „swój rutynowy pokaz słabości i odwagi, miała stale łzy w oczach [słabość] i brodę wysuniętą do przodu [odwaga]”, inni zaś uważali jej grę za „najbardziej skoncentrowane i finezyjnie ściszone przedstawienie od czasu Historii zakonnicy”. Film uzyskał pięć nominacji do nagrody Akademii Filmowej. Choć nie zdobył żadnej statuetki, próba zmierzenia się z tematem tabu została pozytywnie przyjęta.
W trakcie realizacji filmu w Los Angeles miał miejsce wypadek. Na czas trwania zdjęć rodzina aktorki wynajmowała od Deborah Kerr dom przy Bulwarze Zachodzącego Słońca. Należący do Hepburn pies imieniem Famous został śmiertelnie potrącony przez samochód, gdy wbiegł na jezdnię. Ferrer kupił żonie nowego psa rasy yorkshire terrier, którego nazwała Assam.

#### Szarada
W 1963 zagrała razem z Carym Grantem w dreszczowcu romantycznym Szarada (reż. Stanley Donen). Wcieliła się w rolę młodej wdowy Reginy Lampert, ściganej przez grupę mężczyzn chcących przejąć majątek należący do jej zmarłego męża. 59-letni Grant – który wcześniej odrzucił oferty w Rzymskich wakacjach i Sabrinie – czuł dyskomfort z powodu różnicy wieku dzielącej go od Brytyjki. Poprosił o dokonanie drobnych zmian w scenariuszu, które nadałyby komizmu jego związkowi z Hepburn i sprawiłyby, że to postać grana przez nią adorowałaby bohatera kreowanego przezeń. Odtwórcom głównych ról partnerował Walter Matthau. Film spotkał się z przychylnymi recenzjami. Bosley Crowther pisał: „Hepburn z radością przywiązuje się do nastroju, który można znaleźć w wygodnym asortymencie drogich kostiumów Givenchy”. Spoto podkreślał, że mimo różnicy wieku Grant sprawił, że romans z Hepburn był wiarygodny. Za rolę Reginy „Reggie” Lampert została nagrodzona trzecią statuetką BAFTA oraz uzyskała nominację do Złotego Globu. Zarówno Grant, jak i Hepburn cenili sobie współpracę na planie Szarady, wypowiadając się o sobie z szacunkiem i nawiązując bliską przyjaźń.
Będąc winną Paramountowi jeden film, przyjęła propozycję udziału w komedii romantycznej Kiedy Paryż wrze (reż. Richard Quine), będącej remakiem Imienin Henrietty z 1952. Otrzymywała tygodniowo 12,5 tys. dolarów i 5 tys. na koszty utrzymania. Zdjęcia realizowano w Paryżu. Sportretowała Gabriellę Simpson, maszynistkę pomagającą napisać scenariusz filmowy cierpiącemu na brak weny Richardowi Bensonowi (William Holden). Realizacja komedii była problematyczna. Holden bezskutecznie próbował nawiązać romans z będącą mężatką Hepburn, a jego alkoholizm znacznie utrudniał pracę całej ekipie. W obsadzie znaleźli się również Noël Coward i Tony Curtis, a Marlene Dietrich i Mel Ferrer zagrali epizody. Na specjalne życzenie aktorki dokonano zmiany operatora; Claude’a Renoira zastąpił Charles Lang, z którym współpracowała przy Sabrinie. Z uwagi na niezbyt przychylne oceny przedstawicieli studia zdecydowano, że Kiedy Paryż wrze nie wejdzie do kin wcześniej niż wiosną 1964. Po premierze okazał się fiaskiem.

#### My Fair Lady

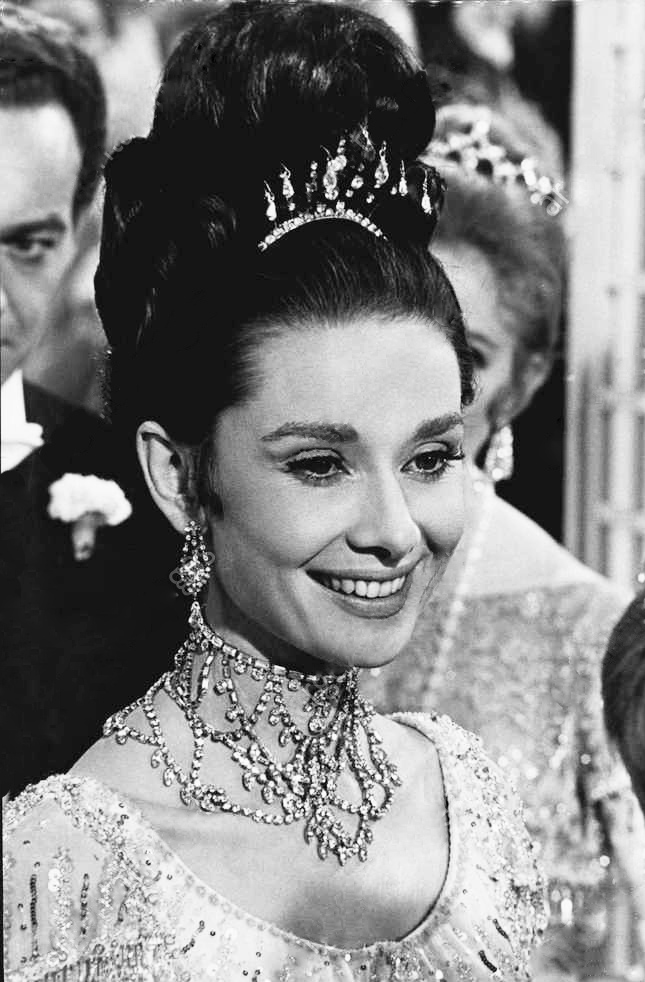
Hepburn jako Eliza Doolittle w kadrze z musicalu filmowego My Fair Lady (1964)

W 1964 wystąpiła w filmie My Fair Lady (reż. George Cukor), będącym ekranową adaptacją broadwayowskiego musicalu z 1956. Jej gaża wyniosła milion dolarów (wypłacana od 1963 do 1969 w siedmiu rocznych ratach po 142 tys. 957 dolarów), plus  41 tys. 444 dolary za każdy tydzień lub część tygodnia, gdyby musiała pracować dłużej niż zakładał harmonogram, a także diety w wysokości niespełna 1000 dolarów (odebrano jej przywilej akceptacji aktorów i ekipy). Zwolennicy sztuki oczekiwali, że Julie Andrews powtórzy kreację Elizy Doolittle. Fabuła skupiała się na doktorze fonetyki Henrym Higginsie (Rex Harrison), który zakłada się, że zrobi damę ze sprzedawczyni kwiatów (Hepburn), ucząc ją dobrych manier oraz wymowy. W scenach śpiewu głos Hepburn został zdubbingowany przez profesjonalną sopranistkę Marni Nixon, choć obiecywano, że sama będzie mogła zaśpiewać piosenki.
My Fair Lady nagrodzono ośmioma statuetkami Akademii Filmowej – spośród dwunastu nominacji – w tym dla Harrisona za najlepszą rolę pierwszoplanową, a Hepburn wyróżniono nominacją do Złotego Globu. (według Walkera brak nominacji do Oscara dla niej był wynikiem niezadowolenia członków Amerykańskiej Akademii Sztuki i Wiedzy Filmowej [AMPAS], którzy opowiadali się za obsadzeniem Andrews w roli Doolittle). Hepburn, wręczając (w zastępstwie za Patricię Neal) Oscara Harrisonowi, powinszowała mu wygranej. Gratulowała także Andrews zdobycia statuetki za rolę w Mary Poppins (1964, reż. Robert Stevenson).

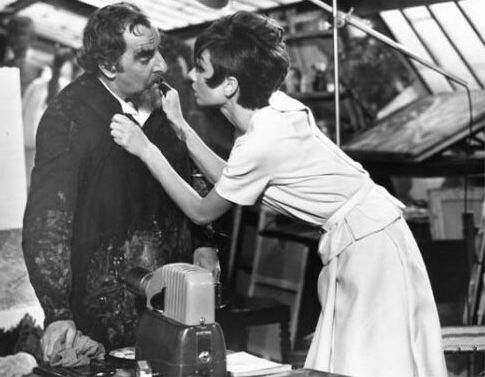
Hugh Griffith i Hepburn w filmie Jak ukraść milion dolarów (1966)

Krytycy zgodnie uznali, że była ona idealnym wyborem do roli Doolittle. Bosley Crowther twierdził, że jej kreacja „nadała delikatną wrażliwość uczuć i zjawiskową aktorską zręczność”. „The New Yorker” napisał: „Jej aktorstwo i osobowość zmieniają Elizę w całkowicie inną, choć nie mniej porywającą postać niż ta, którą wykreowała panna Andrews”. W późniejszym czasie Hepburn przyznawała: „Byłam zachwycona [Andrews]. Naprawdę byłam. Ale wszyscy byli jeszcze bardziej przejęci. Myślę, że świat postrzegał jej wygraną jako boską sprawiedliwość, i myślę, że nie byłam nominowana tylko dlatego, ponieważ chciano mnie ukarać za to, że to nie ona dostała tę rolę. Zdałam sobie ówcześnie sprawę, że zawsze lepiej uważać się za słabszego, a nigdy za zwycięzcę”.

#### Jak ukraść milion dolarów,Dwoje na drodze
W 1966 po raz trzeci nawiązała współpracę z Williamem Wylerem, występując w głównej roli w komedii kryminalnej Jak ukraść milion dolarów. Wcieliła się w niej w Nicole Bonnet, córkę kolekcjonera dzieł sztuki (Hugh Griffith), która w obawie przed ujawnieniem fałszerstwa rzeźby bogini Wenus postanawia wykraść ją z muzeum. Partnerował jej Peter O’Toole, znany m.in. z kreacji w takich obrazach jak Lawrence z Arabii (1962, reż. David Lean) czy Becket (1964, reż. Peter Glenville). Jej agent Kurt Frings wynegocjował ze studiem 20th Century Fox zgodę na zatrudnienie stałych współpracowników Hepburn, w tym Givenchy do nadzoru kostiumów i operatora Charlesa Langa. Film Wylera okazał się przebojem kasowym, a Bosley Crowther z „The New York Timesa” pochlebnie wyrażał się na temat produkcji, podkreślając jednocześnie „soczystą” grę Hepburn.

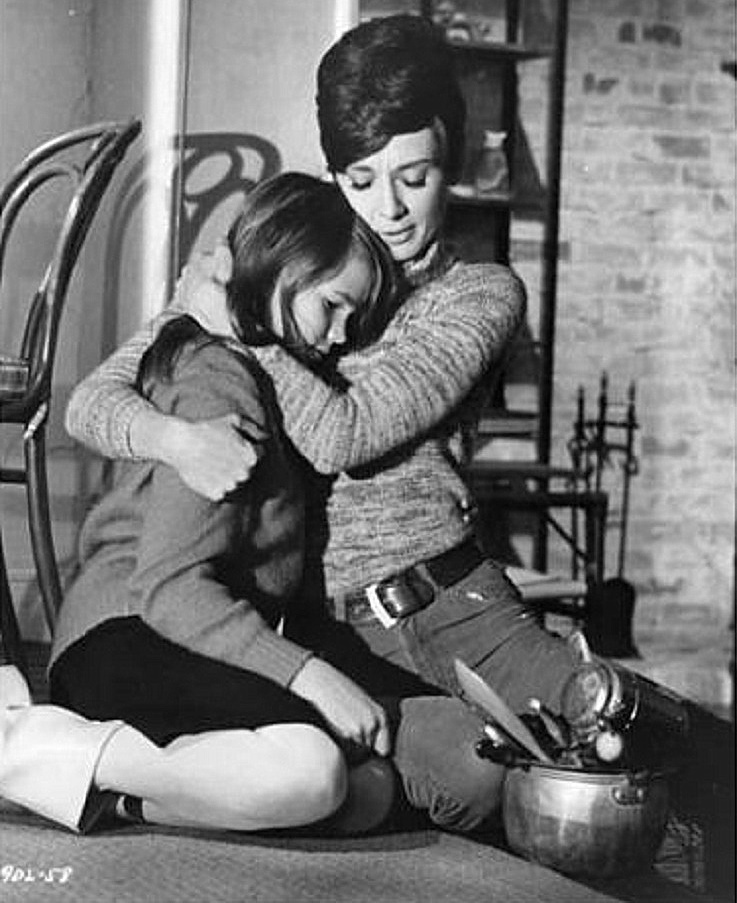
Samantha Jones i Hepburn w filmie Doczekać zmroku (1967)

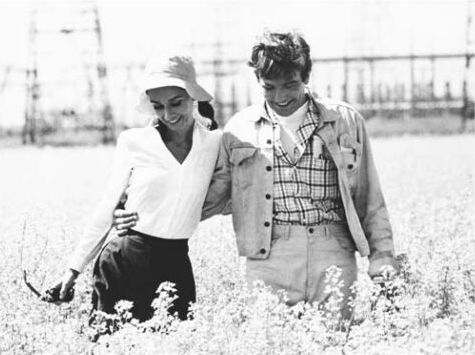
Hepburn i Albert Finney w filmie Dwoje na drodze (1967)

Rok później wystąpiła w dwóch filmach. Pierwszym z nich był eksperymentalny komediodramat Dwoje na drodze (reż. Stanley Donen), przedstawiający losy małżonków Joanny i Marka Wallace (Hepburn, Albert Finney), którzy podczas wakacyjnej podróży wspominają swój dwunastoletni związek. Początkowo miała ona obawy związane z przyjęciem roli (autor scenariusza Frederic Raphael, wzorem francuskich filmowców nowej fali, korzystał ze swobody narracji), uważając, że straci dotychczasowy wizerunek oraz publiczność. Jej gaża wyniosła 750 tys. dolarów. Martin Gitlin zwracał uwagę, że istniało wiele podobieństw między filmowym, nieszczęśliwym małżeństwem, a prawdziwym związkiem Hepburn z Ferrerem (trwającym łącznie czternaście lat). Jak podkreślał, dzięki temu podeszła do roli z „ogromnym realizmem, przekonaniem i głęboką emocjonalnością”. Mimo że krytycy wyrażali pochlebne opinie, część amerykańskiej publiczności była urażona zmianą wizerunku przez Hepburn. Obraz Dwoje na drodze cieszył się uznaniem poza Stanami Zjednoczonymi. Brytyjka została nominowana do Złotego Globu dla najlepszej aktorki w filmie komediowym lub musicalu. Większe uznanie film zyskał po latach, a według Walkera, „Audrey stała się znów modna, nie tylko dzięki swoim modnym kreacjom”.

#### Doczekać zmroku
Jej drugim filmem z 1967 był dreszczowiec psychologiczny Doczekać zmroku (reż. Terence Young). Wykreowała w nim postać Susy Hendrix, niewidomej kobiety, u której w domu znajduje się naszpikowana heroiną lalka. Jej odzyskania podejmują się trzej bezwzględni bandyci (Alan Arkin, Richard Crenna i Jack Weston). Przygotowując się do roli poczyniła wiele różnych przygotowań; m.in. chodziła z białą laską, nosiła czarną opaskę na oczy, uczęszczała do szkoły dla niewidomych i uczyła się alfabetu Braille’a. Realizacja była napięta, głównie z uwagi na Ferrera, który pełnił rolę producenta i często ingerował w projekt. Jej kreacja spotkała się z uznaniem; po raz pierwszy od czasów Śniadania u Tiffany’ego została nominowana do nagrody Akademii Filmowej – przegrała rywalizację z Katharine Hepburn, nagrodzoną za występ w filmie Zgadnij, kto przyjdzie na obiad, reż. Stanley Kramer, a także uzyskała nominację do Złotego Globu. Bosley Crowther pisał, że „słodycz z jaką panna Hepburn odgrywa przejmującą rolę, przenikliwość z jaką się zmienia i umiejętność manifestacji terroru, pozwalają na przyciągnięcie do niej sympatii i niepokoju oraz nadają solidność w końcowych scenach”. Otrzymała wynagrodzenie w wysokości 750 tys. dolarów plus dziesięć procent od zysków i dietę w wysokości 1000 dolarów.
Po premierze film był sukcesem kasowym, choć w ocenie Walkera, który określał go mianem „zwykłej szmiry”, okazał się niemodny w porównaniu z innymi produkcjami z tego okresu, jak Absolwent (1967, reż. Mike Nichols), Dziecko Rosemary (1968, reż. Roman Polański) czy Nie traktuje się tak damy (1968, reż. Jack Smight). Poświęcając czas rodzinie i wychowaniu syna, wycofała się z przemysłu filmowego na osiem lat. W kwietniu 1968, za całokształt pracy teatralnej, przyznano jej honorową nagrodę Tony.

### Lata 70. i 80.

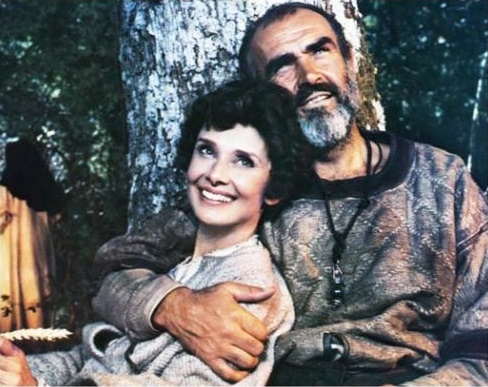
Hepburn i Sean Connery w filmie Powrót Robin Hooda (1976)

Na duży ekran powróciła po niespełna dekadzie, przyjmując propozycję roli lady Marion w przygodowo-romantycznym obrazie Powrót Robin Hooda (1976, reż. Richard Lester) u boku Seana Connery’ego. Opowiadał on o losach powracającego z krucjaty podstarzałego Robin Hooda (Connery), który pragnie pomagać biednym oraz zdobyć względy Marion. Premiera odbyła się 11 marca w nowojorskiej Radio City Music Hall. Film otrzymał różnorodne oceny. Roger Ebert, odnosząc się do kreacji głównych bohaterów, napisał: „Świecą. Oni naprawdę wydają się być zakochani. I projektują jako cudownie złożeni, sympatyczni ludzie”. Hepburn otrzymała wynagrodzenie w wysokości 760 tys. dolarów (lub miliona dolarów), lecz nie była zadowolona z szybkiego tempa i zupełnie innego stylu pracy (w porównaniu z wcześniejszymi latami) nad filmem.
Odrzuciła rolę Kate ter Horst w dramacie wojennym O jeden most za daleko (1977, reż. Richard Attenborough), którą przejęła Liv Ullmann. W 1979, skuszona honorarium w wysokości miliona dolarów (wpłaciła je na fundusz powierniczy dla swych synów) oraz ze względu na znajomość z Youngiem i aby przetrzymać gorszy okres w życiu, przyjęła ofertę występu w dreszczowcu kryminalnym Krwawa linia (reż. Terence Young). Wcieliła się w nim w Elizabeth Roffe, dziedziczkę fortuny swego ojca, który ginie podczas górskiej wspinaczki. W obsadzie znaleźli się Ben Gazzara, James Mason, Irini Papas i Omar Sharif, a zdjęcia realizowano m.in. w Paryżu, Rzymie oraz na Sardynii. Film był porażką finansową i zebrał skrajnie negatywne recenzje, w których przeważały opinie „elegancja bez wyrazu, niemrawy, absurdalny i toporny”.
W 1981 wystąpiła w komedii romantycznej Śmiechu warte (reż. Peter Bogdanovich). Przedstawiała ona historię detektywa Johna Russo (Ben Gazzara), podejmującego się śledzenia kobiet oskarżonych przez swoich zazdrosnych mężów o niewierność. Według Spoto inspiracją dla Angeli Niotes – bohaterki portretowanej przez Hepburn – był jej romans z Gazzarą. Z kolei reżyser przyznawał, że zrobił ten film jako „lekarstwo na depresję [Hepburn]”. Obraz Śmiechu warte otrzymał negatywne recenzje. Deklarowała wolę współpracy z Bogdanovichem w teatrze, wyrażając zainteresowanie grą w sztukach Hay Fever i Blithe Spirit Noëla Cowarda.

Hepburn na planie swojego ostatniego filmu Na zawsze (1989)

W 1986 wystąpiła, obok Barbry Streisand, Gregory’ego Pecka i Laurence’a Oliviera, w dokumentalnym odcinku telewizyjnym „Directed by William Wyler”, będącym częścią cyklu American Masters produkowanego dla PBS. Rok później przyjęła, jak przyznawała, „dla zabawy” rolę w filmie telewizyjnym Love Among Thieves (reż. Roger Young), wyprodukowanym dla amerykańskiej stacji ABC. Zagrała Caroline DuLac, pianistkę, która kradnie z muzeum pisankę Fabergé, by przekazać ją jako okup za porwanego narzeczonego. Partnerował jej Robert Wagner. Nie była zadowolona z faktu, że na ekranie – decyzją producenta – musiała odgrywać postać znacznie młodszą niż była w rzeczywistości, przez co czuła się nieswojo. Po emisji zaczęła otrzymywać kolejne oferty ról.
Ostatni raz na dużym ekranie pojawiła się w 1989, gdy wystąpiła w dramacie romantyczno-fantasy Na zawsze (reż. Steven Spielberg). Wcieliła się w niewielką rolę „Hap”, Anioła Stróża młodego pilota jednostki od gaszenia pożarów Pete’a Sandicha (Richard Dreyfuss). Przyjęła ofertę ze względu na Spielberga, z którym bardzo chciała pracować. Zdaniem Spoto przemawiała niemalże szeptem, „kładąc nacisk na mądrość, a nie na wielkie gesty czy słowa, była nieoczekiwanie wiarygodna jako przewodniczka po tajemnym życiu”. Większą część swojej gaży (ponad milion dolarów), przekazała na rzecz UNICEF-u.

### Ostatnie lata

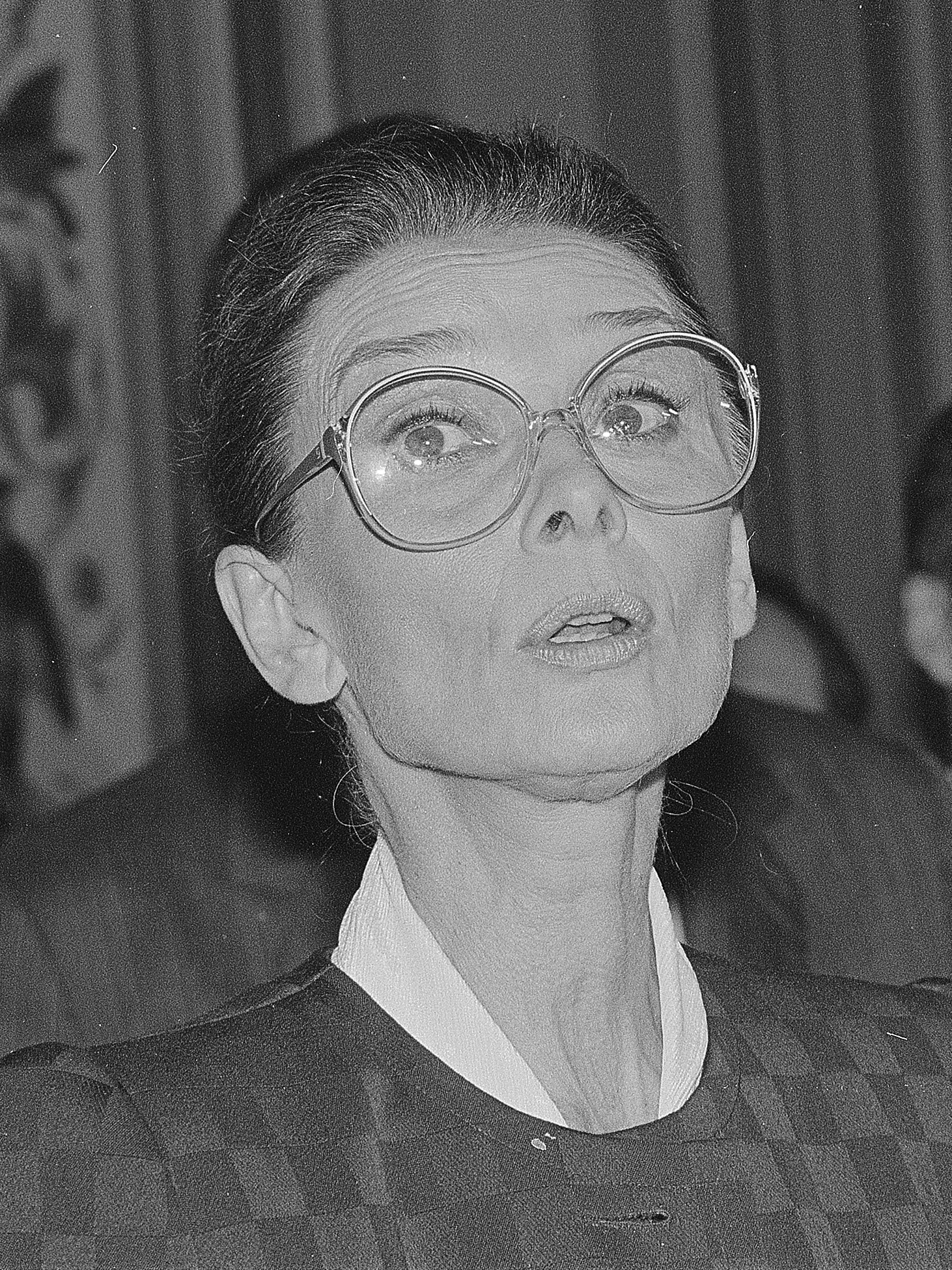
Hepburn (na zdj. w 1991)

Od kwietnia do lipca 1990 – przebywając w Anglii, Francji, Holandii, Japonii, Stanach Zjednoczonych, Włoszech oraz w Dominikanie – zrealizowała dla PBS miniserial Ogrody świata, występując w roli prezenterki. Wbrew obawom ze strony producentów zrezygnowała z licznej obsługi, by zaoszczędzić na budżecie. Fabuła projektu skupiała się na ogrodach kwiatowych mieszczących się na terenie europejskich państw. Emisja odbyła się 21 stycznia 1993, dzień po jej śmierci. Barbara Saltzman z „Los Angeles Timesa” pisała, że czas emisji był „niefortunny”, ale „ponadczasowe piękno róży w pierwszym odcinku jest odpowiednim symbolem jej elegancji i stylu”.
We wrześniu 1992, w trakcie ostatniej misji dla UNICEF-u w Somalii i Kenii, zaczęła uskarżać się na bóle brzucha (podejrzewano czerwonkę amebową), lecz mimo zaleceń odmówiła skrócenia pobytu. Po powrocie – mimo że bóle nie ustawały – nie zgłosiła się do lekarza ani nie odwołała konferencji prasowej UNICEF-u w Londynie. Według Spoto cierpiała na niestrawność i kolkę jelitową, a kuracja metronidazolem nie przyniosła efektów, zaś wywołała skutki uboczne.
Wróciła na odpoczynek do szwajcarskiego Tolochenaz, gdzie przechodziła serię badań. Podczas gdy wstępne badania nie pozwoliły postawić jednoznacznej diagnozy, wykonana 1 listopada w Cedars-Sinai Medical Center w Los Angeles laparoskopia ujawniła rzadką odmianę raka jamy brzusznej, należącego do grupy nowotworów znanych jako śluzak rzekomy otrzewnej (zdaniem Walkera był to rak jelita grubego). Nastąpił przerzut na okrężnicę, którą częściowo jej usunięto. Po wykonanej operacji została poddana żywieniu pozajelitowemu, a następnie rozpoczęła chemioterapię. Na czas leczenia zamieszkała u Connie Wald – małżonki scenarzysty i producenta Jerry’ego Walda. Po pierwszym tygodniu stosowania chemioterapii doznała silnej niedrożności jelit. 1 grudnia przeszła kolejną operację. Lekarze poinformowali jej rodzinę, że nowotwór znacznie się rozszerzył, oraz że nie można już nic zrobić. W trakcie pobytu w szpitalu była odwiedzana przez wielu przyjaciół, w tym m.in. Billy’ego Wildera, Elizabeth Taylor, Gregory’ego Pecka i Jamesa Stewarta.

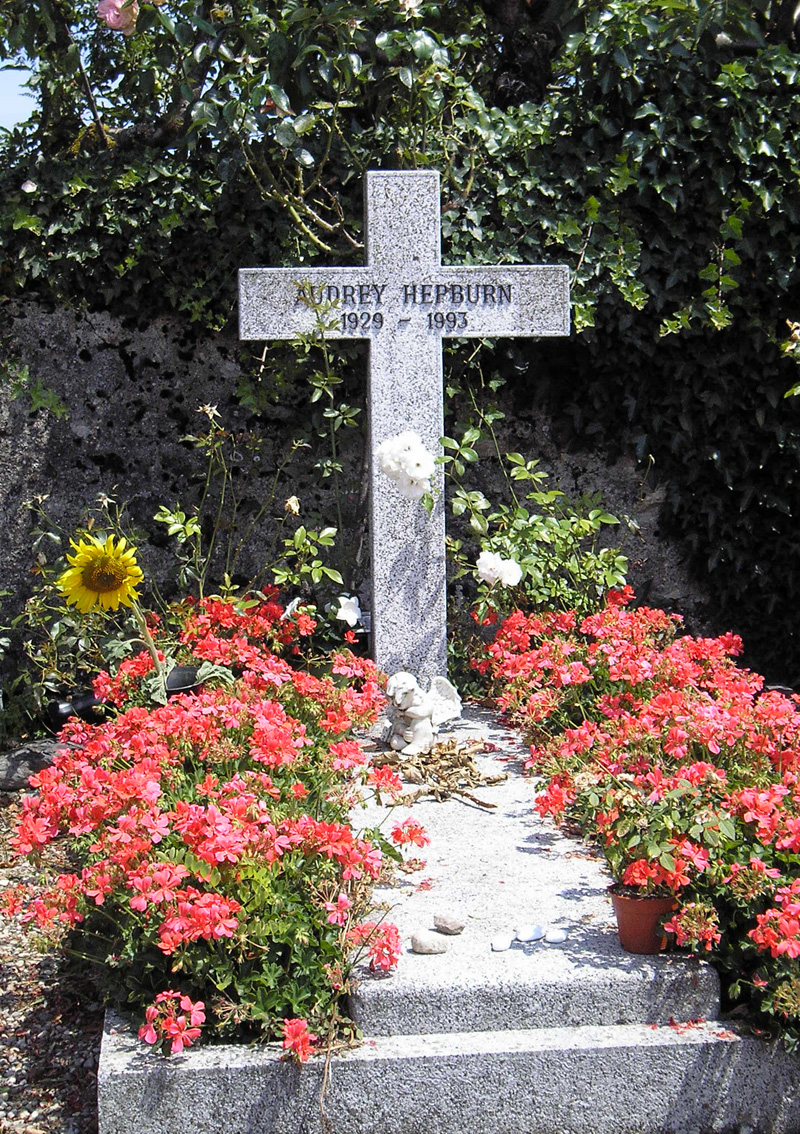
Nagrobek Hepburn w Tolochenaz (2008)

Z powodu rekonwalescencji po przebytej operacji oraz ogólnego osłabienia, nie była w stanie korzystać z lotów komercyjnych. Hubert de Givenchy zorganizował przy wsparciu Rachel Lambert Mellon wypełniony kwiatami prywatny samolot Gulfstream, który zabrał ją do Genewy. 20 lub 21 grudnia wróciła do Szwajcarii. W otoczeniu najbliższej rodziny spędziła swoje ostatnie święta Bożego Narodzenia w domu w Tolochenaz. Okazjonalnie, gdy stan jej zdrowia pozwalał, spacerowała po ogrodzie, lecz w połowie stycznia ograniczyła się do leżenia w łóżku.
Na wieść o jej stanie zdrowia, Matka Teresa z Kalkuty zarządziła całodobowe czuwanie modlitewne w intencji „mojej dobrej chrześcijańskiej siostry Audrey Hepburn”.

### Śmierć i pogrzeb
Zmarła o siódmej wieczorem 20 stycznia 1993 w otoczeniu rodziny i swojego długoletniego partnera życiowego, Roberta Woldersa. Miała 63 lata. Po jej śmierci do siedziby UNICEF-u workami spływały listy kondolencyjne z całego świata. Elizabeth Taylor przyznała, że „Bóg ma teraz najpiękniejszego anioła”, Roger Moore stwierdził, że „była rzadkim zjawiskiem w Hollywood, gwiazdą, która wykazywała szczerą troskę o innych, a nie o siebie”. Z kolei były prezydent Ronald Reagan opisywał ją jako „prawdziwą wielkość, której bardzo będzie nam brakować”. Wśród wspominających ją osób byli także Gregory Peck, Peter Ustinov, Sean Connery i Sophia Loren.
Śmierć Hepburn odnotowano też w prasie, radiu i telewizji, w których pojawiały się liczne nekrologi i opisy jej osobowości. W opublikowanym na łamach „Los Angeles Timesa” artykule, Charles Champlin nazwał ją „hollywoodzką gwiazdą, o sławie i reputacji, która wyrosła na tamtejszych filmach”, dodając, że miała bezpośredni wpływ na to, jak mężczyźni postrzegają kobiety. „Prawdziwe piękno kobiety lepiej ujawnia się w jej stylu, spokoju, uroku, inteligencji i szczerości”. Po jej śmierci firma Tiffany & Co. zamieściła w prasie krótkie pożegnanie o treści: „Dla naszego dawnego druha”.
Uroczystości pogrzebowe miały miejsce 24 stycznia w małym ewangelickim kościele w Tolochenaz, przy udziale blisko 10 osób, w tym m.in. członków rodziny, dwóch synów, Luki i Seana, przyrodniego brata Iana, byłych mężów, Andrei Dottiego i Mela Ferrera, partnera życiowego ostatnich lat Roberta Woldersa, Huberta de Givenchy, dyrektorów UNICEF-u i aktorów Alaina Delona i Rogera Moore’a. Ceremonii przewodniczył André Monnier, a nabożeństwo odprawił emerytowany pastor Maurice Eindiguer, który udzielał ślubu Hepburn i Ferrerowi w 1954, a także chrzcił ich syna Seana w 1960. Uroczystościom towarzyszyło preludium Bacha i chór dziecięcy z Międzynarodowej Szkoły Muzycznej w Montreux, który wykonał Psalm 23. Mowy pochwalne wygłosili pastor Eindiguer i książę Sadruddin Aga Khan, Wysoki komisarz Narodów Zjednoczonych do spraw uchodźców. Wieńce na pogrzeb przesłali Elizabeth Taylor, Gregory Peck, UNICEF i holenderska rodzina królewska. Spoczęła na miejscowym Cimetière de Tolochenaz. Grób zdobi płyta i prosty krzyż, na ramionach którego widnieje napis: „Audrey Hepburn” oraz data urodzin i śmierci: „1929–1993”.

## Działalność humanitarna

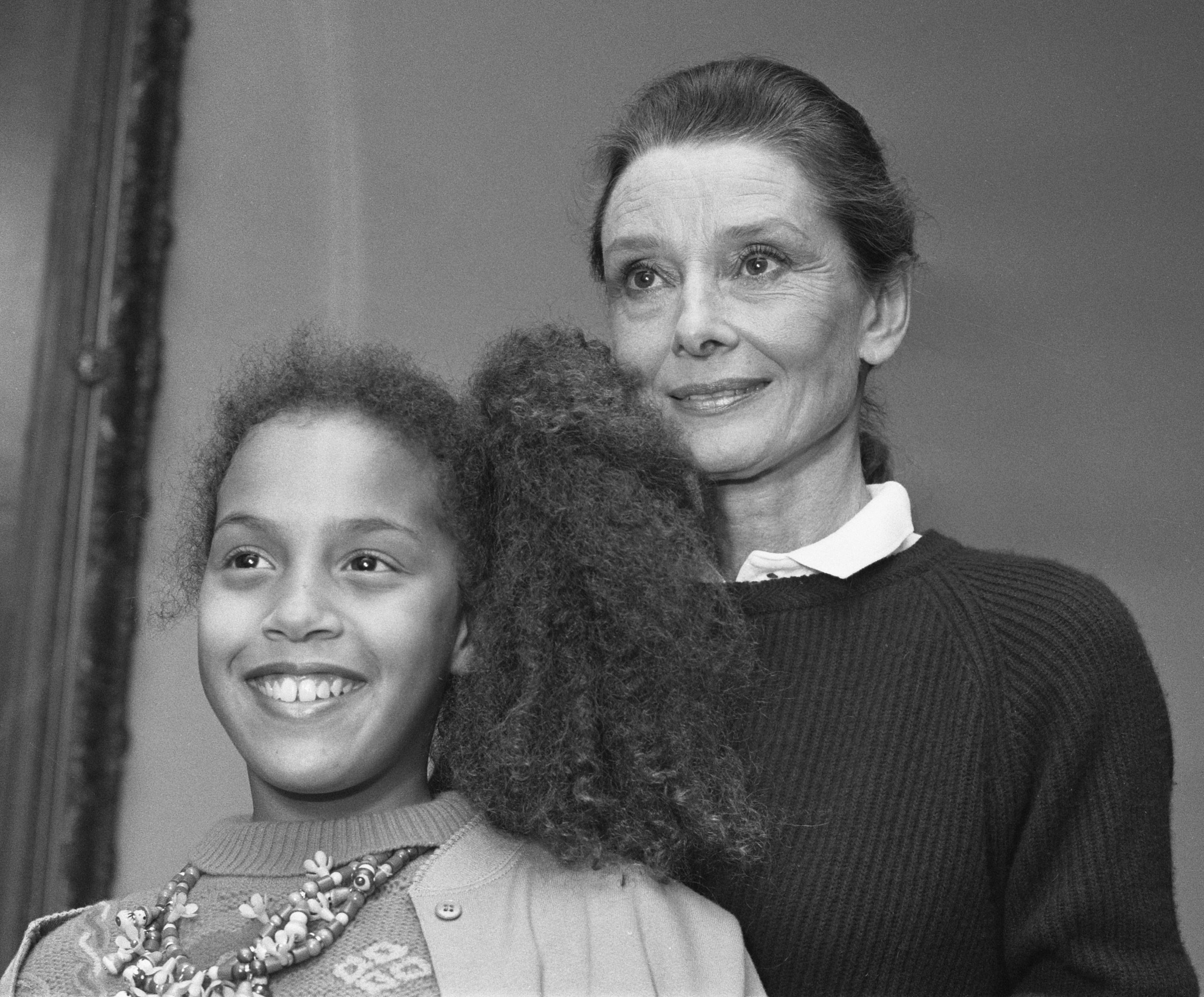
Hepburn z dziewczynką w Holandii z okazji wręczenia Danny Kaye Award (1989)

W latach 50. została członkinią organizacji UNICEF, opowiadając dzieciom swoje przeżycia z czasów wojny. W 1970 wystąpiła z Barbrą Streisand, Harrym Belafonte i Richardem Burtonem w filmie dokumentalnym A World of Love, zbierając fundusze na rzecz UNICEF-u.
Po ograniczeniu kariery aktorskiej w większym stopniu zaangażowała się w działalność humanitarną, stając się ważnym partnerem organizacji, a od 1988 pełniąc rolę ambasadora dobrej woli. Odnosząc się do zaangażowania w prace organizacji, mówiła: „Z własnego doświadczenia wiem, jak wiele UNICEF znaczy dla potrzebujących dzieci, ponieważ sama otrzymałam żywność i opiekę medyczną po II wojnie światowej”. Pierwszą misją, którą odbyła osiem dni po nominacji na ambasadora, była podróż do Etiopii, w owym czasie najuboższego kraju na świecie. Rozmawiała m.in. z matkami, dziećmi i lekarzami. Odwiedziła także obóz uchodźców. Sama przygotowywała swoje przemówienia, co było wyjątkiem pośród innych znanych osobistości, wspierających UNICEF. Do końca 1988 odwiedziła 14 krajów, zbierając sumę 22 milionów dolarów.
Jako ambasador dobrej woli brała udział w wielu misjach, m.in. w Bangladeszu, Kenii, Salwadorze, Sudanie i Wietnamie. W wywiadach opowiadała o pracy w terenie i o różnych projektach związanych z działalnością humanitarną, znacznie częściej niż o swojej karierze aktorskiej. Podczas wizyty w Etiopii w 1988 przyznała: „Moje serce jest złamane. Czuję się zdesperowana. Nie mogę znieść myśli, że dwa miliony ludzi są w bezpośrednim niebezpieczeństwie śmierci głodowej, z których wiele to dzieci, [i] nie dlatego, że w północnym porcie w Shoa nie ma ton jedzenia. Nie może być dystrybuowana. Zeszłej wiosny pracownicy Czerwonego Krzyża i UNICEF-u zostali wydaleni z północnych prowincji z powodu toczących się równocześnie dwóch wojen domowych… Udałam się do kraju rebeliantów, gdzie widziałam matki i ich dzieci, które przez dziesięć dni, a nawet trzy tygodnie chodziły w poszukiwaniu jedzenia, osiedlały się na pustynnych klepiskach w prowizorycznych obozach, gdzie mogą umrzeć. Okropne. Ten obraz to dla mnie zbyt wiele. «Trzeci Świat» to termin którego bardzo nie lubię, ponieważ wszyscy jesteśmy jednym światem. Chcę, aby ludzie wiedzieli, że większa część ludzkości cierpi”.
W 1990, podczas trasy po czterech amerykańskich miastach, mającej na celu zbieranie funduszy na rzecz UNICEF-u, czytała fragmenty dziennika Anne Frank. „Bardzo się cieszę, że mogę czytać jej słowa […] Te słowa są bardzo głębokie i czyste, ponieważ była dzieckiem i pisała je prosto z serca” – argumentowała (w latach 50. George Stevens dwukrotnie, bez rezultatu, namawiał Hepburn do sportretowania Frank w poświęconemu jej filmowi biograficznemu, lecz odmawiała z uwagi na traumatyczne wspomnienia związane z okresem wojny). Podczas odczytów towarzyszył jej kompozytor Michael Tilson Thomas, autor oprawy muzycznej, a grała New World Symphony Orchestra. W maju 1991 wzięła udział w londyńskim koncercie słowno-muzycznym, prowadzonym przez Thomasa – opartym na dzienniku Frank, w trakcie którego była narratorką. Dochód z występu wyniósł rekordową kwotę 30 tys. funtów.
Łącznie odbyła 50 misji dla UNICEF-u (m.in. Bangladesz, Ekwador, Etiopia, Gwatemala, Honduras, Meksyk, Salwador, Sudan, Tajlandia, Wenezuela oraz Wietnam), ostatnią z nich od 19 do 23 września 1992 w Somalii i Kenii. Jej konferencje prasowe poświęcone krytycznej sytuacji humanitarnej w wymienionych dwóch państwach zwróciły uwagę i zainteresowanie mediów z całego świata (w grudniu 1992, na mocy mandatu Rady Bezpieczeństwa ONZ, amerykańskie wojska wylądowały w Somalii z misją przywrócenia pokoju oraz zabezpieczenia dostaw żywności dla głodujących).
Za swoje zaangażowanie została uhonorowana certyfikatem zasług przez UNICEF. Organizacje non-profit Children’s Institute Inc. (CII) i Sigma Theta Tau (ΣΘΤ) nagrodziły ją Champion of Children Award i Distinguished International Lifetime Award za „pracę w imieniu dzieci na świecie”. Została też uhonorowana Humanitarian Award przez Variety Clubs International. Z kolei UNICEF przyznał jej Sindaci per L’infanzia Award.
W grudniu 1992 – za zasługi na rzecz humanitaryzmu – prezydent George H.W. Bush odznaczył ją Medalem Wolności. Rok później Amerykańska Akademia Sztuki i Wiedzy Filmowej przyznała jej pośmiertnie nagrodę humanitarną im. Jeana Hersholta. Dziewięć lat po śmierci Hepburn, na specjalnej sesji ONZ poświęconej dzieciom, UNICEF uhonorował jej spuściznę humanitarną poprzez odsłonięcie pomnika The Spirit of Audrey, który znajduje się na terenie nowojorskiej kwatery głównej ONZ. Została także ustanowiona patronką amerykańskiego funduszu UNICEF Audrey Hepburn Society w zasłudze na rzecz dzieci.

## Życie prywatne

### Osobowość, zainteresowania, przyjaźnie
Uchodziła za osobę zbliżoną charakterem do kreowanych przez siebie postaci na ekranie, czyli delikatną, odważną, skromną i uczuciową. Traktowała ludzi uprzejmie i z szacunkiem. Przez całą karierę zachowała przyzwoitość i nigdy nie nadużywała statusu gwiazdy; z dużym dystansem podchodziła gdy określano ją w ten sposób (nie uważała się za wielką aktorkę). Starszy syn, Sean Hepburn Ferrer, uważał w napisanej przez siebie książce Audrey Hepburn. Uosobienie elegancji, że matka „nie dostrzegała własnego blasku”. Współpracowała z aktorami i reżyserami w zgodzie (wymieniano m.in. jej brak temperamentu i skłonność do poszukiwania rozwiązań, co – w domyśle Walkera – było mechanizmem obronnym, jaki wytworzyła w dzieciństwie, kiedy to podczas kłótni rodziców nie opowiadała się po żadnej stronie). Rzetelnie przygotowywała się swych ról filmowych. Cechowała ją dyscyplina, profesjonalizm i punktualność. Czytała tekst przed zaśnięciem i tuż po przebudzeniu. Wstawała zazwyczaj między czwartą a piątą rano, żeby poćwiczyć dłużej niż inni, przemóc własne słabości i móc zaplanować cały dzień oraz wyglądać nienagannie i świeżo. Nie popierała poglądów politycznych swojej matki z okresu przedwojennego i z początku wojny. Była także uparta, ale i pragmatyczna oraz skora do kompromisów.
Ceniła spokój i życie rodzinne. Uparcie strzegła prywatności. Irving Paul Lazar wielokrotnie namawiał ją do napisania autobiografii, jednak Hepburn nigdy się na to nie zdecydowała, obawiając się, że wydawcy będą domagać się od niej ujawnienia niekorzystnych informacji na temat życia rodzinnego osób, z którymi współpracowała na przestrzeni lat. Synowi, Luce Dottiemu, wyjaśniała niechęć do spisania wspomnień słowami: „Musiałabym opowiedzieć wszystko, nie tylko o tym, co piękne. A nie chcę mówić złych rzeczy o innych”. Mimo zdobycia statusu gwiazdy filmowej, na początku lat 50. (po ukończeniu zdjęć do Sabriny; 1954) opuściła Hollywood i przeprowadziła się do Szwajcarii, by tam móc wieść normalne oraz spokojne życie rodzinne. Z pierwszym mężem, Melem Ferrerem, zamieszkali w Bürgenstock, górskiej miejscowości nieopodal Lucerny.

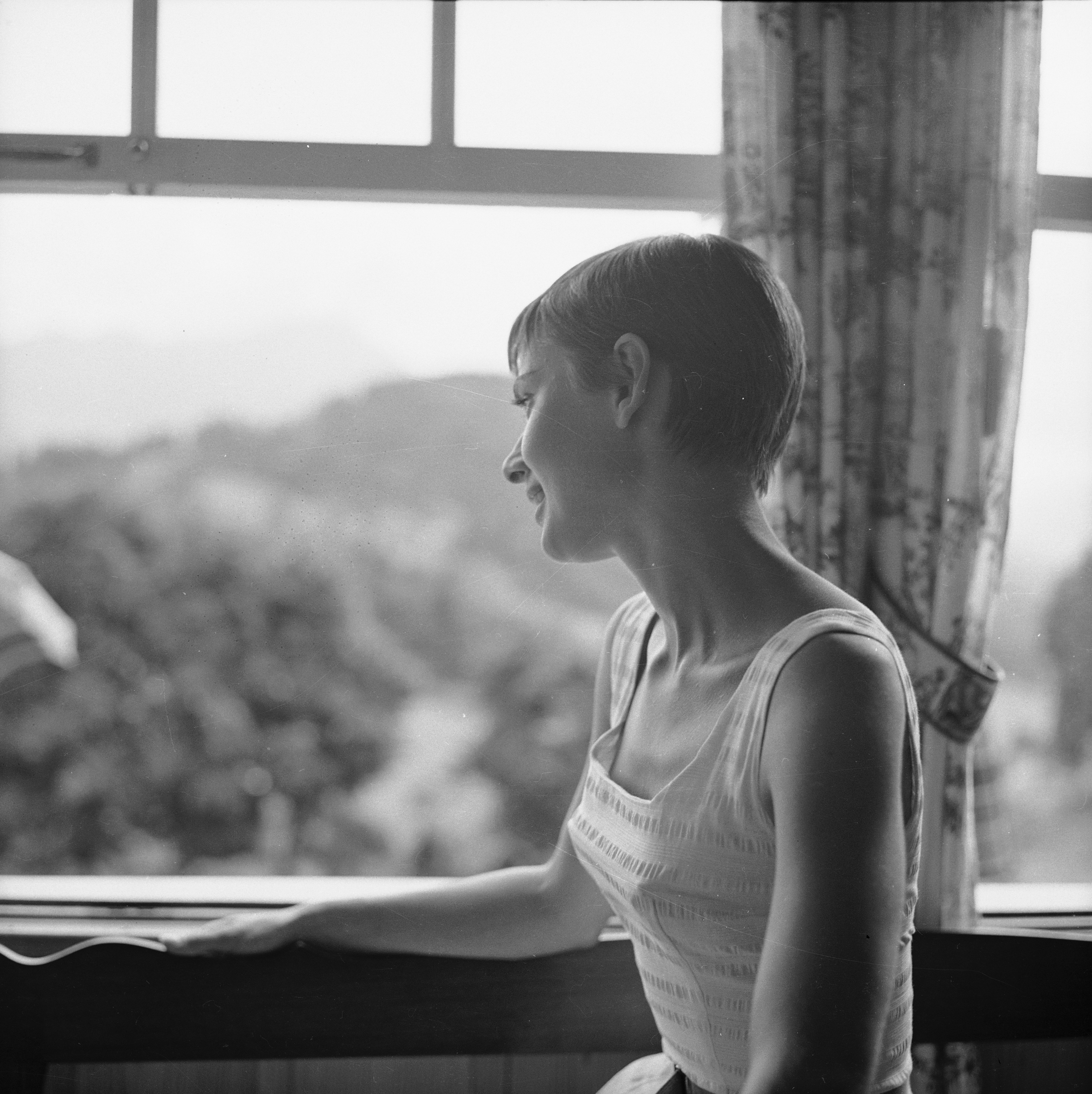
Hepburn w Bürgenstock (1954)

Dużą wagę przykładała do edukacji swoich synów, skrupulatnie odrabiając z nimi lekcje. Sean Hepburn Ferrer wspominał: „Pamiętam szkołę. Egzaminy, które przeżywała gorzej ode mnie. Przepytywała mnie wieczorem i z samego rana, jeszcze z zaspaną miną. Pamiętam, jak się cieszyła z moich dobrych stopni i z jakim zrozumieniem przyjmowała «te gorsze»”. Dużo czasu spędzała na rozmowach z synami na różne tematy. „Rozmawialiśmy o naszych planach i uczuciach, o ludziach… o wszystkim, ale w ten szczególny, refleksyjny sposób, w jaki można rozmawiać jedynie po ciemku”. Luca Dotti w swojej książce Audrey w domu. Wspomnienia o mojej mamie pisał, że matka w rozmowie z nim często wspominała swe dzieciństwo, opowiadała o zdarzeniach związanych z wojną i historią ich rodziny. Zapewniała synom czułość, opiekuńczość i wsparcie. W domu posługiwała się francusko-włoską gwarą, a w języku niderlandzkim rozmawiała niemal wyłącznie z życiowym partnerem, Robertem Woldersem, który także wychował się w Holandii.
W młodości trenowała balet. Jej marzeniem było zostanie primabaleriną, lecz z uwagi na wojenne niedożywienie, które powstrzymało rozwój niektórych grup mięśniowych, i zbyt wysoki wzrost, była zmuszona zrezygnować z tańca. Do jej zamiłowań należało m.in. gotowanie; lubiła kuchnię włoską, w szczególności makaron z sałatką, który jadała raz dziennie, oraz spaghetti al pomidoro z sosem wedle własnego przepisu. Poza tym często jadała penne z ketchupem, a potrawy lubiła przyprawiać curry. Z biegiem lat, ze względów humanitarnych, ograniczała ilość spożywanego mięsa, ale nigdy nie była wegetarianką; zrezygnowała z jedzenia cielęciny, lecz została przy rybach, drobiu i wołowinie. Do jej ulubionych deserów należały lody waniliowe z syropem klonowym oraz czekolada, która – jak twierdziła – odpędzała wszelkie smutki. Lubiła wino i szkocką whisky.
W wolnych chwilach lubiła czytać; przed ukończeniem 13. roku życia przeczytała niemal wszystkie książki autorstwa E. Phillipsa Oppenheima i Edgara Wallace’a, a do swoich ulubionych zaliczała klasyczne bajki: Jasia i Małgosię, Kopciuszka i Królewnę Śnieżkę. Ceniła sobie twórczość piosenkarzy: Julio Iglesiasa i Raffaelli Carry. Wolny czas lubiła spędzać w ogrodzie. Po wielu godzinach pracy na planie zdjęciowym, popołudniami najczęściej drzemała. Interesowała się modą. Najbardziej ceniła marki Givenchy i Valentino.
Była miłośniczką zwierząt, zwłaszcza psów rasy sealyham terrier, terier szkocki i yorkshire terrier. Na początku lat 80. kupiła parę russelli (przez krótki czas zajmowała się sarną, z którą wystąpiła w filmie Zielone domostwa; 1959). Mieszkając w Rzymie – w dzielnicy Parioli – do którego przeprowadziła się po ślubie z Dottim, codziennie chodziła na spacery. Wróciwszy do Szwajcarii, kontynuowała aktywne spędzanie czasu na powietrzu. Po kolacji wychodziła z psami i biegała z nimi po winnicy, znajdującej się za domem. Do końca życia uskarżała się na słabe płuca. Przebyty w dzieciństwie krztusiec, a także okres wojennej głodówki spowodowały u niej astmę. Mimo że lekarze przestrzegali ją przed odmą opłucnową, nałogowo paliła (dziennie wypalała od sześciu do sześćdziesięciu papierosów).
Chętnie utrzymywała kontakty towarzyskie. Bliskie stosunki przyjacielskie łączyły ją m.in. z reżyserami Billym Wilderem (który powiedział o niej: „Bóg cmoknął ją w policzek i tak już zostało”) i Terence’em Youngiem (wspominali czasy wojenne), kompozytorem Henrym Mancinim, aktorami Carym Grantem, Davidem Nivenem, Elizabeth Taylor, Fredem Astaire’em (w 1957 zatańczyli razem w filmie musicalowym Zabawna buzia, co było jej marzeniem), Gregorym Peckiem (prasa sugerowała, że pomiędzy odtwórcami głównych ról doszło na planie Rzymskich wakacji w 1952 do romansu, co okazało się być nieprawdą), Jean Simmons, Sophią Loren, kostiumografami Edith Head i Hubertem de Givenchy oraz z instruktorką tańca Marie Rambert.

### Małżeństwa i dzieci
Mela Ferrera poznała za pośrednictwem Pecka w lipcu 1953, podczas przyjęcia wystawionego w londyńskim domu swojej matki z okazji premiery Rzymskich wakacji. Podziwiała go za występ w filmie Lili (1953, reż. Charles Walters). W sezonie 1954 występowali razem w sztuce Ondyna na Broadwayu. 24 września wzięli ślub cywilny w ratuszu w Bürgenstock (część źródeł podawała Buochs). Dzień później miała miejsce protestancka ceremonia kościelna w małej, prywatnej, XIII-wiecznej kaplicy. Do ślubu ubrała białą suknię z organdyny, w dłoni trzymała oprawiony w skórę modlitewnik, a jej włosy zdobił wianuszek z białych pąków róż. W uroczystości udział wzięło nieco ponad dwudziestu gości, w tym van Heemstra, która nie akceptowała Ferrera (z tego powodu dochodziło do konfliktów z córką). Ze względu na napięty harmonogram pracy męża, miesiąc miodowy ograniczyli do weekendu spędzonego w domku letniskowym, po czym udali się w tournée po Holandii, gdzie Hepburn m.in. zbierała fundusze dla miejscowego Stowarzyszenia Ofiar Wojny.
W pierwszej połowie lat 60. w małżeństwie zaczął pojawiać się kryzys, będący wynikiem rosnącej przepaści między ich karierami, co skutkowało coraz częstszymi konfliktami, a związek nabierał bardziej zawodowego charakteru. W 1965 para przeniosła się z Bürgenstock do Tolochenaz, gdzie zamieszkała w wiejskim domu „La Paisible” nieopodal Morges, którego kwota zakupu wyniosła 18 tys. 500 funtów. Zakupili też posiadłość w hiszpańskiej Marbelli. Dwa lata później, za pośrednictwem swojego agenta, ogłosiła separację. W trakcie trwania małżeństwa czterokrotnie (1955, 1959, 1965 i 1967) poroniła. W 1959 po drugim poronieniu popadła w głęboką depresję; wypalała ponad trzy paczki papierosów dziennie, obgryzała paznokcie do krwi i ważyła nieco ponad 36 kilogramów. Gdy ponownie zaszła w ciążę, zrobiła sobie roczną przerwę od pracy przy filmach. Syn Sean Hepburn Ferrer urodził się 17 lipca 1960 w Lozannie. Nazywała go „Puchatkiem” (na cześć tytułowego misia z powieści pióra A.A. Milne’a z 1926). Latem 1967 wystąpiła o rozwód, który sfinalizowano 20 listopada 1968. Z Ferrerem utrzymywała zdawkowe kontakty.

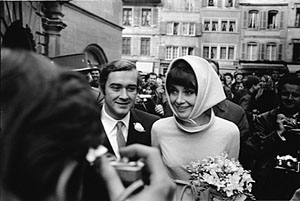
Ślub Dottiego i Hepburn (1969)

Latem 1968 podczas rejsu jachtem „Calisto” po Morzu Śródziemnym poznała Andreę Dottiego, włoskiego psychiatrę i członka rady dydaktycznej Uniwersytetu Rzymskiego. Pobrali się 5 lub 18 stycznia 1969 w ratuszu w Morges. Świadkami Hepburn były Capucine i Doris Brynner (była żona Yula Brynnera). Na uroczystość założyła różową dżersejową kreację de Givenchy. Po ślubie zamieszkali w Rzymie. Ich syn, Luca Dotti, urodził się 8 stycznia 1970 w Lozannie przy pomocy cesarskiego cięcia. Wolny czas w pełni poświęcała życiu rodzinnemu, zaprzeczając chęci powrotu do filmu, głównie z uwagi na coraz większą eskalację przemocy (krytycznie wypowiadała się m.in. o Mechanicznej pomarańczy; 1971, reż. Stanley Kubrick). Prowadziła z rodziną skromny tryb życia.
Hepburn pragnęła mieć trzecie dziecko, lecz poroniła w 1974. Rok później, ze względu na rosnącą przemoc w Rzymie i zorganizowany terroryzm, wróciła na stałe z dziećmi do Szwajcarii, podczas gdy Dotti kontynuował pracę we włoskiej klinice, co przełożyło się na kryzys w ich małżeństwie (media donosiły o niewierności Dottiego, często goszczącego w rozmaitych nocnych klubach w otoczeniu innych kobiet, na których wdzięki był podatny). Według Walkera pierwsze oznaki niezgodności charakterów miały miejsce już podczas miesiąca miodowego – zachęcał on Hepburn do wznowienia kariery, aby móc korzystać z przywilejów życia w świecie celebrytów, który go pociągał.
W 1975 zakupiła małą willę w Gstaad, a w następnym roku wróciła do gry w filmach. W połowie 1979 podjęła nieudaną próbę ratowania małżeństwa, udając się z Dottim na drugi miesiąc miodowy na Hawaje. Na początku lat 80. wróciła do Rzymu, gdzie wynajęła dom, by móc spędzać czas z młodszym synem.
Rozwód uzyskali w 1982, po trzynastu latach trwania małżeństwa. Utrzymywali ciepłe oraz przyjacielskie relacje, głównie ze względu na dziecko. „Dotti wcale nie był lepszy od Ferrera” – wspominała, dodając, że „mieliśmy tzw. otwarty związek. Przypuszczam, że to nieuniknione, jeśli mężczyzna jest młodszy”. W ocenie Spoto po rozwodzie popadła ona w głęboką depresję i po raz pierwszy rozważała popełnienie samobójstwa.

### Romanse

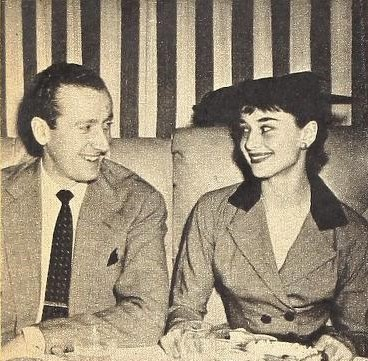
James Hanson i Hepburn (na zdj. w latach 50.)

W latach 1949–1950 była związana z francuskim autorem tekstów i piosenkarzem Marcelem Le Bonem. Od 1951 lub 1952 była w związku ze starszym o siedem lat angielskim przemysłowcem Jamesem Hansonem (w przeszłości miewał on romanse z Avą Gardner, Jean Simmons i Joan Collins). Określała go mianem „miłości od pierwszego wejrzenia”. Mimo jej sprzeciwu, Hanson często ingerował w harmonogram pracy Hepburn, m.in. naciskając na przedstawicieli Paramountu, by jak najszybciej skończyli zdjęcia do Rzymskich wakacji. 4 grudnia 1951 „The Times” poinformował o zaręczynach pary. Planowali pobrać się 30 września 1952 w Huddersfield, jednak w 1952 Hepburn zerwała zaręczyny, uznając, że z uwagi na rozwijającą się karierę aktorską nie będzie miała wystarczająco dużo czasu dla rodziny. Spekulowano, że do ich rozstania mogła przyczynić się van Heemstra, która miała nie akceptować związku córki, lecz większość współczesnych źródeł potwierdza, że matka Hepburn popierała ich znajomość. W oświadczeniu dla prasy przyznała: „Kiedy wychodzę za mąż, chcę być prawdziwą mężatką”. 18 listopada 1952 obydwoje publicznie potwierdzili swoje rozstanie.

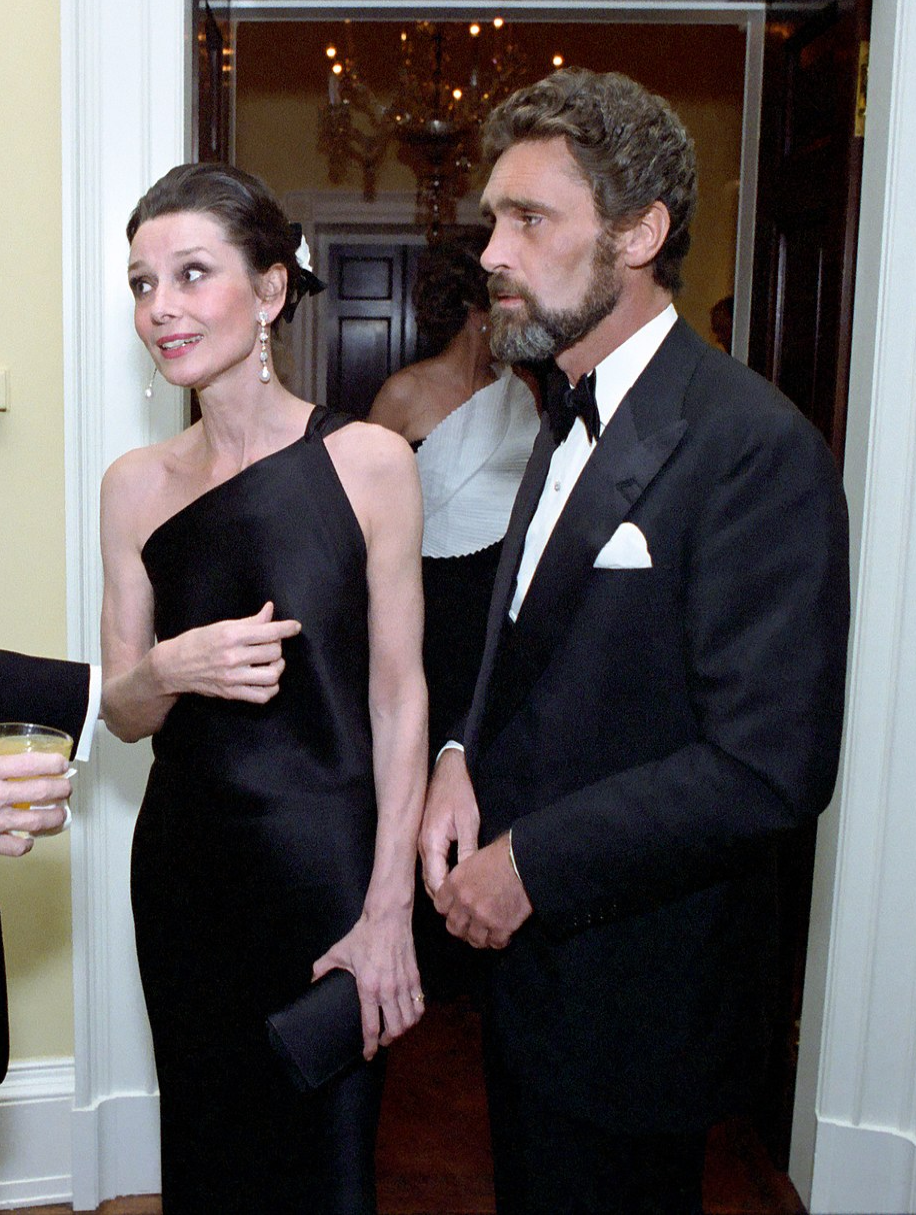
Hepburn i Robert Wolders w Białym Domu (1981)

We wczesnych latach 50. była związana z producentem teatralnym Michaelem Butlerem. W trakcie zdjęć do Sabriny miała romans z będącym w związku małżeńskim Williamem Holdenem, spędzając z nim większość czasu poza planem. Gdy po zakończeniu zdjęć aktor przyznał się do bezpłodności (Holden poddał się zabiegowi wazektomii), Hepburn miała zakończyć ich związek. Podczas realizacji Historii zakonnicy (1959) nawiązała bliższą relację z Robertem Andersonem, scenarzystą filmu. Opublikowana w 1973 powieść After autorstwa Andersona jest historią jego romansu z Hepburn. Zakończyła związek, gdy Anderson, podobnie jak Holden, przyznał się do swej wrodzonej bezpłodności. Na planie filmu Dwoje na drodze (1967) miała romans z odtwórcą głównej roli męskiej Albertem Finneyem. Para wspólnie odbywała próby na osobności, chodziła na plażę i jadała w samotności. Aktor w późniejszych latach przyznał, że jego związek z Hepburn był „jednym z najintymniejszych, jakie kiedykolwiek zdarzyły się w moim życiu”. Zdaniem Spoto rozstali się po tym, gdy Ferrer zagroził aktorce, że wniesie o rozwód i oskarży ją o zdradę, co oznaczałoby czasową separację z synem.
Po rozstaniu z Ferrerem przez krótki czas spotykała się z matadorem Antonio Ordóñezem oraz młodszym od niej o siedem lat księciem Alfonso Jaime de Borbónem (1968). Na planie dreszczowca Krwawa linia (1979) nawiązała zażyłą znajomość z partnerem ekranowym Benem Gazzarą, który nie odwzajemniał jej uczucia. Według Spoto mężczyzna potraktował całą relację jako „krótkotrwałą przygodę bez dalszych zobowiązań”. Walker, powołując się na wypowiedź Bogdanovicha, pisał, że Gazzara nie był gotów na odwzajemnienie uczuć Hepburn na planie Śmiechu warte (1981), ponieważ mierzył się z kłopotami małżeńskimi.
Od 1980 do śmierci była związana z holenderskim aktorem Robertem Woldersem, wdowcem po Merle Oberon, którego poznała podczas bożonarodzeniowego przyjęcia w 1979. Wiedli spokojne życie w Szwajcarii, wspólnie działając na rzecz UNICEF-u. Lata spędzone z nim określała mianem „najszczęśliwszych swojego życia”.

## Filmografia
W trwającej 33 lata karierze występowała w filmach, telewizji i na scenie. Pojawiła się w 28 produkcjach fabularnych na ekranie.
Trzy filmy z jej udziałem były zestawiane w pierwszej dziesiątce podsumowań roku w amerykańskim box offisie. Dwanaście filmów, w których wzięła udział, było nominowanych przynajmniej do jednego Oscara w różnych kategoriach, a pięć z nich zdobyło jedną statuetkę w dowolnej kategorii. Dziesięć produkcji z jej udziałem, po uwzględnieniu inflacji, przekroczyło sumę 100 milionów dolarów dochodu z biletów na rynku krajowym.
Pięć z jej filmów: Rzymskie wakacje (1953), Sabrina (1954), Śniadanie u Tiffany’ego (1961), Szarada (1963) i My Fair Lady (1964) wpisano do National Film Registry (NFR).

## Ikona stylu

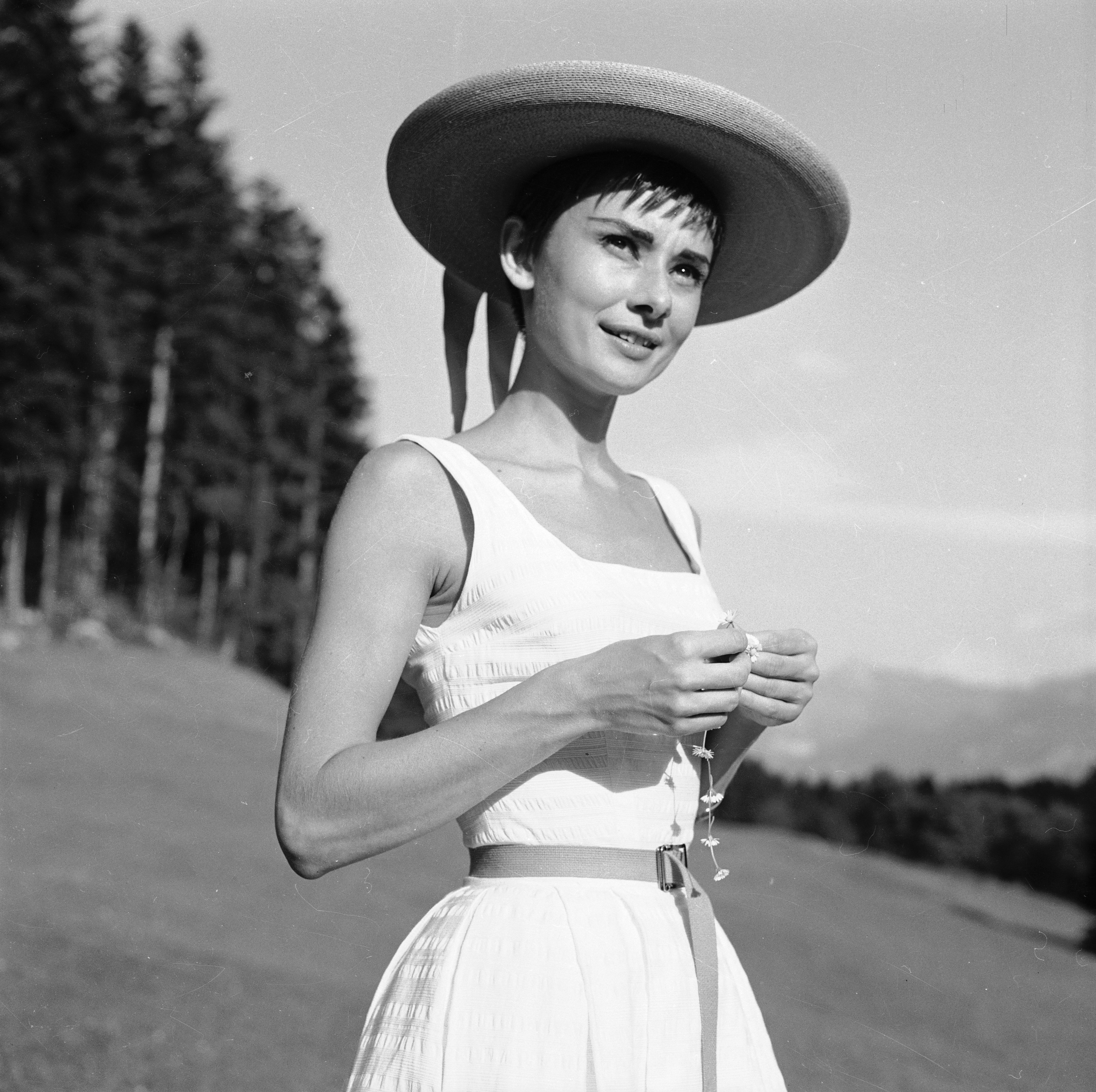
Hepburn w Bürgenstock (1954)

Postrzegana jest jako ikona stylu i elegancji, choć na co dzień stroniła od mody (najlepiej czuła się w męskich koszulach, których końce zawiązywała na supeł). Zwróciła na siebie uwagę stylem ubioru oraz wyróżniającym się wyglądem (płaska klatka piersiowa, wąska talia, której obwód przez wiele lat nie przekraczał pięćdziesięciu jeden centymetrów, szczupłe biodra, mocne uda i długie nogi). Mark Tungate uważał go za jej rozpoznawalną markę. Po premierze filmu Rzymskie wakacje (1953) wiele kobiet, zwłaszcza w Japonii, wzorując się na fryzurze Hepburn ze wspomnianej produkcji, zdecydowało się na podcięcie swych włosów w stylu pixie cut (krótkie włosy z tyłu, dłuższe z przodu). Stał się on jej znakiem rozpoznawczym i zyskał miano kultowego, a także był powielany przez wielu fotografów, robiących jej zdjęcia. „Od czasu fryzury na pazia Grety Garbo z lat 30. żadne uczesanie nie podbiło tak szybko i tak gorączkowo świata młodych” – pisał Walker, według którego w latach 90. Kate Moss, Linda Evangelista i Lucie de la Falaise wyglądały jak „odrodzona Hepburn”.
Hepburn zaczęła być uważana za alternatywny kobiecy ideał, który bardziej podobał się płci żeńskiej niż męskiej, w porównaniu z krępymi i bardziej seksualnymi Elizabeth Taylor i Grace Kelly. Nie uosabiała też seksu, splendoru i blasku, co stanowiło przeciwieństwo dla powojennych gwiazd filmowych pokroju Betty Grable, Taylor, Lany Turner, Marilyn Monroe i Rity Hayworth. Nie reprezentowała również typu amerykańskich „figlarnych nastolatek”, jak Debbie Reynolds, Janet Leigh, Natalie Wood czy Pier Angeli, przez co zaczęto uważać ją w Hollywood za rzadki przypadek. Miała krótkie, ciemne włosy, grube brwi i szczupłą sylwetkę, co było łatwiejsze do naśladowania przez młodsze kobiety.
1 listopada 1954 Cecil Beaton opisywał Hepburn na łamach „Vogue’a” jako „publiczne ucieleśnienie naszego nowego kobiecego ideału”, dodając że „miała [ona], o ile można tak powiedzieć, swój prototyp we Francji – Damię, Édith Piaf lub Juliette Gréco. Ale potrzeba było gruzów Belgii, angielskiego akcentu i amerykańskiej sławy, żeby powstała tak uderzająca osobowość jak nasz nowy zeitgeist. Przed wojną żadna z pań nie wyglądała tak jak ona […] Z drugiej strony jest to zaspokojeniem naszych historycznych potrzeb. Na dowód niech posłużą tysiące imitacji”. Brytyjska edycja „Vogue’a” wiele razy informowała o jej stylu przez następną dekadę.

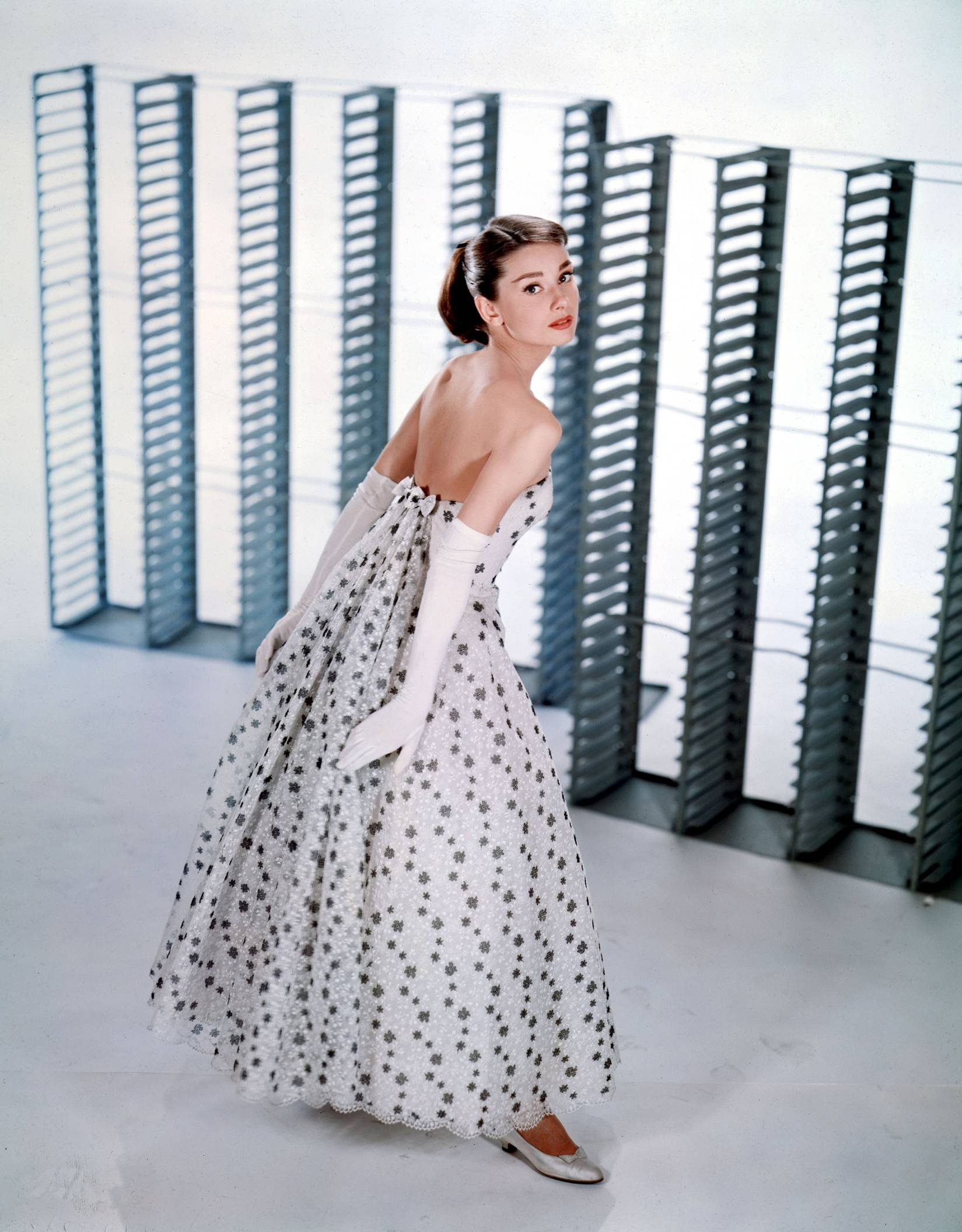
Hepburn (na zdj. w 1957)

Razem z modelką Twiggy została wymieniona jako jedna z kluczowych osób życia publicznego, które sprawiły, że odchudzanie było modne. Hepburn z dystansem podchodziła do opinii na temat swojej urody, twierdząc, że jest za chuda, ma krzywy nos, nieregularne rysy, płaską klatkę piersiową oraz za duże dłonie i stopy do swojego rozmiaru. „Nigdy nie uważałam się za piękną. Wolałabym mieć większy biust i węższe ramiona” – argumentowała.
W 1961 została dodana do Międzynarodowej Listy Najlepiej Ubranych, utworzonej przez Eleanor Lambert. Rok później, trzeci raz z rzędu, wybrano ją do Fashion Hall of Fame. Hepburn kojarzona jest z minimalistycznym stylem, który charakteryzowały ubrania o prostym kroju, podkreślające szczupłą sylwetkę, monochromatyczne kolory i wyraziste, niekiedy nietypowe dodatki.
Za twórcę wizerunku Hepburn uważa się Huberta de Givenchy, z którym to stale współpracowała, począwszy od filmu Sabrina (1954) (w latach 50. i 60. projektował dla niej kostiumy do kilkunastu filmów, w tym m.in. do Miłości po południu [1957], Śniadania u Tiffany’ego [1961], Szarady [1963], a także Jak ukraść milion dolarów [1966]). Rozpoczęli współpracę w czasach, gdy Hepburn zaczynała karierę, a on zakładał pierwszy dom mody w Paryżu. Obydwoje połączyła trwała i silna przyjaźń (określana mianem platonicznej miłości), a Hepburn stała się jego muzą. Stworzył on dla niej osobistą linię perfum L’Interdit, o delikatnym, kwiatowo-pudrowym zapachu z nutami róży i jaśminu, które trafiły do sprzedaży w 1957. Według Rachel Moseley elegancja odegrała wyjątkowo istotną rolę w kilku filmach Hepburn. „Kostium nie jest związany z postacią, funkcjonuje «bezgłośnie» w mise en scène, ale jako moda staje się atrakcją estetyczną samą w sobie”. W ocenie Walkera de Givenchy uczynił z aktorki symbol młodości i elegancji.
Oprócz partnerstwa z Givenchy, przypisuje się jej zwiększenie sprzedaży trenczy Burberry, które nosiła w filmie Śniadanie u Tiffany’ego. Była związana również z włoską marką Tod’s. W trakcie kariery współpracowała z takimi fotografami, jak Antony Beauchamp, Bob Willoughby, Cecil Beaton i Dorothy Wilding, Gene Moore, Irving Penn, Richard Avedon czy Yousuf Karsh. Jej wizerunek był związany z kampaniami reklamowymi i produktami wielu firm, w tym z Givenchy (1967), Exlan (1971), Varié (1971) oraz Revlon (1988).
Wpływ Hepburn jako ikony stylu trwał przez kilka dekad, po progresie jej kariery aktorskiej w latach 50. i 60. Moseley uważała, że zwłaszcza po śmierci była coraz bardziej podziwiana, magazyny częstokrotnie doradzały czytelniczkom, jak uzyskać jej wygląd, a dla projektantów mody pozostaje ciągłą inspiracją. W 1990 znalazła się w gronie „50 najpiękniejszych ludzi świata” według magazynu „People”, a w 2004 uznano ją za „najpiękniejszą kobietę wszech czasów”.

## Spuścizna
Hepburn należała do grona najbardziej cenionych aktorek późniejszego okresu „Złotej Ery Hollywood”. Jej spuścizna jako aktorki i osobowości przetrwała długo po śmierci. Współcześnie uznaje się ją za jedną z najwybitniejszych aktorek w historii amerykańskiego kina.
8 lutego 1960, za wkład w przemysł filmowy, otrzymała gwiazdę na Hollywoodzkiej Alei Gwiazd, która znajduje się przy 1652 Vine Street. 22 kwietnia 1991 organizacja Film Society of Lincoln Center przeprowadziła w Nowym Jorku krótką retrospekcję filmów z jej udziałem, a ekranowi partnerzy oraz reżyserzy wygłaszali mowy pochwalne. W 1999 American Film Institute (AFI) zestawił jej nazwisko na 3. miejscu w przygotowanym i opublikowanym przez siebie rankingu „największych aktorek wszech czasów”, jedynie za Katharine Hepburn i Bette Davis. Wykonanie przez nią utworu „Moon River” w Śniadaniu u Tiffany’ego (1961), AFI zamieścił w 2004 na 4. miejscu w zestawieniu „100 najlepszych piosenek filmowych”. Henry Mancini, kompozytor i twórca muzyki filmowej (w tym do kilku produkcji z jej udziałem), wspominał: „Rzadko się zdarza, aby kompozytor czerpał inspirację z konkretnej osoby, z twarzy albo zachowania. Ale Audrey Hepburn jest dla mnie taką inspiracją. Dzięki niej napisałem nie tylko «Moon River», ale jeszcze «Charade» oraz «Two for the Road». Gdy się dobrze wsłuchać, to we wszystkich trzech wymienionych przeze mnie piosenkach można znaleźć coś z Audrey. Jej zadumę, tęsknotę… jakby lekki smutek”.
Jej życie było tematem zrealizowanego dla stacji ABC filmu biograficznego Historia Audrey Hepburn (reż. Steve Robman), którego premiera odbyła się 27 marca 2000. W główną rolę wcieliły się Emmy Rossum, Jennifer Love Hewitt i Sarah Hyland. 11 czerwca 2003 poczta USA (USPS) wydała limitowaną serię znaczków pocztowych z jej podobizną, autorstwa Michaela J. Deasa, w związku z edycją „Legendy Hollywoodu”. W 2009 „The Times” zamieścił ją w gronie „10 najlepszych brytyjskich aktorek wszech czasów”. W maju 2012 znalazła się pośród brytyjskich ikon kulturowych, wybranych przez Petera Blake’a, które pojawiły się w nowej wersji jego najsłynniejszego dzieła – na okładce albumu Sgt. Pepper’s Lonely Hearts Club Band – aby uczcić w ten sposób najważniejsze osobistości kultury brytyjskiej, które autor podziwiał.
Jej imieniem nazwano planetoidę (4238) Audrey, jedną z odmian uprawnych róży i białego tulipana. Figura woskowa ukazująca ją w roli Holly Golightly znajduje się w kilkunastu filiach Madame Tussauds, m.in. w Hongkongu, Londynie oraz w Wiedniu. 4 maja 2014 wyszukiwarka Google zmieniła na swojej stronie głównej logo w związku z 85. rocznicą urodzin aktorki. Zaprezentowany w 2015 robot Sophia był wizualnie wzorowany na Hepburn. W 2020 Universal Pictures Home Entertainment wyprodukowało film dokumentalny Audrey (reż. Helena Coan).
Jej nagrobek w Tolochenaz co roku odwiedzany jest przez tysiące turystów z całego świata. Jedna ze starych dwupokojowych salek szkolnych znajdujących się za terenem cmentarza została w późniejszym czasie przekształcona na małe muzeum poświęcone Hepburn, lecz w 2002 zostało ono zamknięte.

## Nagrody i nominacje
W trakcie 33-letniej kariery była laureatką wielu nagród i wyróżnień, do których nominowano ją za pracę w filmach, teatrze i działalność humanitarną. Była m.in. pięciokrotnie nominowana do nagrody Akademii Filmowej, z czego zdobyła jedną statuetkę – za rolę księżniczki Anny w Rzymskich wakacjach (1953). Otrzymała też nagrodę Tony, trzy statuetki BAFTA i Davida di Donatello, dwie nagrody Stowarzyszenia Nowojorskich Krytyków Filmowych oraz Złoty Glob. Za wkład w rozwój i kulturę sztuki filmowej przyznawano jej nagrody stanowiące podsumowanie dorobku artystycznego, m.in. honorową statuetkę Tony (1968), nagrodę im. Cecila B. DeMille’a (1990), nagrodę Gildii Aktorów Ekranowych (1992) i honorową BAFTĘ (1992). Pozostaje jedną z 19 osób w historii, które zdobyły EGOT (Emmy, Grammy, Oscar i Tony).

### Odznaczenia
W 1987, w uznaniu za „znaczący wkład w sztukę”, została odznaczona przez ministra kultury Francji Orderem Sztuki i Literatury w klasie Komandora.